# 15. vlada Republike Slovenije
15. vlada Republike Slovenije je aktualna Vlada Republike Slovenije, ki jo je po izteku mandata 14. slovenske vlade Janeza Janše sestavil mandatar Robert Golob. Koalicijo poleg Gibanja Svoboda sestavljajo še Socialni demokrati in Levica. Vlada je mandat nastopila s potrditvijo v državnem zboru, 1. junija 2022, v času prehranske in energetske draginje kot posledice ruske invazije na Ukrajino. Ustanovna seja vlade je potekala še isti večer, na kateri so bili imenovani podpredsedniki vlade, državni sekretarji, generalna sekretarka vlade ter razrešeni in imenovani številni drugi funkcionarji.
Koalicijski partnerji so želeli ob konstruiranju vlade razširiti število ministrstev in prilagoditi ali na novo vzpostaviti nekatere resorje. Spremembe Zakona o vladi je nato preprečila opozicija in zbrala dovolj podpisov podpore za izvedbo referenduma. Na njem so bile spremembe potrjene, 24. januarja 2023 pa je Državni zbor Republike Slovenije glasoval o novih ministrih Golobove vlade. S tem je vlada imela 19 ministrstev in en vladni urad.

Vlada je od začetka svojega mandata napovedovala več reform, med drugim zdravstvene reforme, davčne reforme, oblikovanje pokojninske reforme in reforme plačnega sistema. V celoti je bila dosežena slednja, v veljavo je stopila 1. januarja 2025. Mandat in delo vlade je sicer močno zaznamovala tudi obnova po poplavah avgusta 2023, ki so bile najkatastrofalnejše v zgodovini Slovenije, prav tako zaostritev konflikta med Izraelom in Hamasom. V tem času je Slovenija bila tudi članica Varnostnega sveta Organizacije združenih narodov.

## Položaji v vladi
| Služba                                                             | Položaj | Ime                       | Slika | Stranka | Državni sekretarji                                                                                                  |
| ------------------------------------------------------------------ | --- | ------------------------- | ----- | ------- | --- |
| Vlada Republike Slovenije                                          | Predsednik vlade | Robert Golob              |       | Svoboda | - Luka Špoljar - Petra Aršič - Maša Kociper - Danijel Levičar - Igor Mally - Metka Paragi - Nataša Sax - Vojko Volk |
| Ministrstvo za zunanje in evropske zadeve                          | Ministrica, podpredsednica vlade                                                                                                  | Tanja Fajon               |       | SD      | - Marko Štucin - Melita Gabrič                                                                                      |
| Ministrstvo za delo, družino, socialne zadeve in enake možnosti    | Minister, podpredsednik vlade | Luka Mesec                |       | Levica  | - Dan Juvan - Igor Feketija                                                                                         |
| Ministrstvo za finance                                             | Minister, podpredsednik vlade | Klemen Boštjančič         |       | Svoboda | - Saša Jazbec - Nikolina Prah - Gordana Pipan - Katja Božič                                                         |
| Ministrstvo za zdravje                                             | Ministrica | Valentina Prevolnik Rupel |       | Svoboda | - Denis Kordež - Iztok Kos                                                                                          |
| Ministrstvo za gospodarstvo, turizem in šport                      | Minister | Matjaž Han                |       | SD      | - Dejan Židan - Matevž Frangež                                                                                      |
| Ministrstvo za obrambo                                             | Minister | Borut Sajovic             |       | Svoboda | - Damir Črnčec |
| Ministrstvo za notranje zadeve                                     | Minister | Boštjan Poklukar          |       | Svoboda | - Tina Heferle - Helga Dobrin                                                                                       |
| Ministrstvo za pravosodje                                          | Ministrica | Andreja Katič             |       | SD      | - Andreja Kokalj - Milan Brglez                                                                                     |
| Ministrstvo za visoko šolstvo, znanost in inovacije                | Minister | Igor Papič                |       | Svoboda | - Matjaž Krajnc - Jure Gašparič                                                                                     |
| Ministrstvo za vzgojo in izobraževanje                             | Minister | Vinko Logaj               |       | Svoboda | - Janja Zupančič |
| Ministrstvo za okolje, podnebje in energijo                        | Minister | Bojan Kumer               |       | Svoboda | - Tina Seršen - Uroš Vajgl                                                                                          |
| Ministrstvo za naravne vire in prostor                             | Minister | Jože Novak                |       | Svoboda | - Lidija Kegljevič Zagorc - Miran Gajšek                                                                            |
| Ministrstvo za kulturo                                             | Ministrica | Asta Vrečko               |       | Levica  | - Marko Rusjan - Matevž Čelik Vidmar                                                                                |
| Ministrstvo za infrastrukturo                                      | Ministrica | Alenka Bratušek           |       | Svoboda | - Andrej Rajh |
| Ministrstvo za kmetijstvo, gozdarstvo in prehrano                  | Ministrica | Mateja Čalušić            |       | Svoboda | - Eva Knez - Ervin Kosi                                                                                             |
| Ministrstvo za javno upravo                                        | Minister | Franc Props               |       | Svoboda | - Jure Trbič - Mojca Ramšak Pešec                                                                                   |
| Ministrstvo za solidarno prihodnost                                | Minister | Simon Maljevac            |       | Levica  | - Klemen Ploštajner - Luka Omladič                                                                                  |
| Ministrstvo za regionalni razvoj in koezijo                        | Minister | Aleksander Jevšek         |       | SD      | - Marko Koprivc - Srečko Đurov                                                                                      |
| Ministrstvo za digitalno preobrazbo                                | Minister | Klemen Boštjančič (v. d.) |       | Svoboda | - Aida Kamišalić Latifić - Miroslav Kranjc                                                                          |
| Urad Vlade Republike Slovenije za Slovence v zamejstvu in po svetu | Minister za področje odnosov med RS in avtohtono slovensko narodno skupnostjo v sosednjih državah ter med RS in Slovenci po svetu | Matej Arčon               |       | Svoboda | - Vesna Humar |

### Nekdanji sekretarji
| Sekretar                | Ministrstvo                                         | Imenovanje         | Razlog | Sklic         |
| Sekretar                | Ministrstvo                                         | Razrešitev         | Razlog | Sklic         |
| ----------------------- | --------------------------------------------------- | ------------------ | --- | ------------- |
| Aleksandra Lah Topolšek | Ministrstvo za zdravje                              | 1. junij 2022      | Sekretarka je odstopila sama zaradi nestrinjanj s takratnim ministrom Danijelom Bešičem Loredanom. Posledično jo je vlada na dopisni seji razrešila s funkcije. | [ 6 ]         |
| Aleksandra Lah Topolšek | Ministrstvo za zdravje                              | 31. avgust 2022    | Sekretarka je odstopila sama zaradi nestrinjanj s takratnim ministrom Danijelom Bešičem Loredanom. Posledično jo je vlada na dopisni seji razrešila s funkcije. | [ 6 ]         |
| Breda Božnik            | Ministrstvo za zdravje                              | 1. junij 2022      | Božnikova je odstopila sama zaradi nestrinjanj s takratnim ministrom Danijelom Bešičem Loredanom. Posledično jo je vlada na dopisni seji razrešila s funkcije. | [ 7 ]         |
| Breda Božnik            | Ministrstvo za zdravje                              | 21. september 2022 | Božnikova je odstopila sama zaradi nestrinjanj s takratnim ministrom Danijelom Bešičem Loredanom. Posledično jo je vlada na dopisni seji razrešila s funkcije. | [ 7 ]         |
| Sebastjan Zbičajnik     | Ministrstvo za pravosodje                           | 1. junij 2022      | Zbičajnik je bil zamenjan ob reorganizaciji in preoblikovanju nekaterih ministrskih resorjev. | [ 8 ]         |
| Sebastjan Zbičajnik     | Ministrstvo za pravosodje                           | 24. januar 2023    | Zbičajnik je bil zamenjan ob reorganizaciji in preoblikovanju nekaterih ministrskih resorjev. | [ 8 ]         |
| Branko Lobnikar         | Ministrstvo za notranje zadeve                      | 1. junij 2022      | Lobnikar je bil zamenjan z nastopom novega notranjega ministra Boštjana Poklukarja. Na njegovo mesto je bila kasneje imenovana Helga Dobrin. | [ 9 ]         |
| Branko Lobnikar         | Ministrstvo za notranje zadeve                      | 21. februar 2023   | Lobnikar je bil zamenjan z nastopom novega notranjega ministra Boštjana Poklukarja. Na njegovo mesto je bila kasneje imenovana Helga Dobrin. | [ 9 ]         |
| Tilen Božič             | Ministrstvo za finance                              | 1. junij 2022      | Sekretar je ponudil svoj odstop potem, ko je premier v TV-oddaji povedal, da ekipa ministrstva načrtovane davčne reforme ni ustrezno predstavila javnosti. Ob tem je finančni minister Klemen Boštjančič dejal, da odstopil ne bo, je pa posledično odstopno izjavo podal Božič. | [ 10 ]        |
| Tilen Božič             | Ministrstvo za finance                              | 29. marec 2023     | Sekretar je ponudil svoj odstop potem, ko je premier v TV-oddaji povedal, da ekipa ministrstva načrtovane davčne reforme ni ustrezno predstavila javnosti. Ob tem je finančni minister Klemen Boštjančič dejal, da odstopil ne bo, je pa posledično odstopno izjavo podal Božič. | [ 10 ]        |
| Tjaša Vidic             | Ministrstvo za zdravje                              | 1. september 2022  | Vidičeva je bila zamenjala potem, ko je odstopil minister Bešič Loredan in je kot v. d. vodenje ministrstva prevzel premier Golob. | [ 11 ]        |
| Tjaša Vidic             | Ministrstvo za zdravje                              | 13. julij 2023     | Vidičeva je bila zamenjala potem, ko je odstopil minister Bešič Loredan in je kot v. d. vodenje ministrstva prevzel premier Golob. | [ 11 ]        |
| Tadej Ostrc             | Ministrstvo za zdravje                              | 1. junij 2022      | Ostrc je bil zamenjan potem, ko je odstopil minister Bešič Loredan in je kot v. d. vodenje ministrstva prevzel premier Golob. | [ 11 ]        |
| Tadej Ostrc             | Ministrstvo za zdravje                              | 13. julij 2023     | Ostrc je bil zamenjan potem, ko je odstopil minister Bešič Loredan in je kot v. d. vodenje ministrstva prevzel premier Golob. | [ 11 ]        |
| Urban Kodrič            | Ministrstvo za javno upravo                         | 1. junij 2022      | Kodrič je bil razrešen z mesta sekretarja. | [ 12 ]        |
| Urban Kodrič            | Ministrstvo za javno upravo                         | 24. avgust 2023    | Kodrič je bil razrešen z mesta sekretarja. | [ 12 ]        |
| Samuel Žbogar           | Ministrstvo za zunanje in evropske zadeve           | 1. junij 2022      | Žbogar je bil razrešen, saj je postal vodja misije posebne misije za članstvo Slovenije v Varnostnem svetu ZN. | [ 13 ]        |
| Samuel Žbogar           | Ministrstvo za zunanje in evropske zadeve           | 28. september 2023 | Žbogar je bil razrešen, saj je postal vodja misije posebne misije za članstvo Slovenije v Varnostnem svetu ZN. | [ 13 ]        |
| Lenka Kavčič            | Ministrstvo za naravne vire in prostor              | 11. maj 2023       | Kavčičeva je bila zamenjana z nastopom nove vršilke dolžnosti ministrice za naravne vire in prostor Alenke Bratušek. | [ 14 ]        |
| Lenka Kavčič            | Ministrstvo za naravne vire in prostor              | 10. oktober 2023   | Kavčičeva je bila zamenjana z nastopom nove vršilke dolžnosti ministrice za naravne vire in prostor Alenke Bratušek. | [ 14 ]        |
| Matej Skočir            | Ministrstvo za kmetijstvo, gozdarstvo in prehrano   | 1. junij 2022      | Skočir je bil zamenjan z nastopom nove vršilke dolžnosti ministrice za naravne vire in prostor Alenke Bratušek. | [ 14 ]        |
| Matej Skočir            | Ministrstvo za kmetijstvo, gozdarstvo in prehrano   | 10. oktober 2023   | Skočir je bil zamenjan z nastopom nove vršilke dolžnosti ministrice za naravne vire in prostor Alenke Bratušek. | [ 14 ]        |
| Azra Herceg             | Ministrstvo za zdravje                              | 1. oktober 2022    | Hercegova je bila zamenjana z nastopom nove ministrice za zdravje Valentine Prevolnik Rupel. | [ 15 ] [ 16 ] |
| Azra Herceg             | Ministrstvo za zdravje                              | 13. oktober 2023   | Hercegova je bila zamenjana z nastopom nove ministrice za zdravje Valentine Prevolnik Rupel. | [ 15 ] [ 16 ] |
| Tatjana Buzeti          | Ministrstvo za kmetijstvo, gozdarstvo in prehrano   | 1. julij 2023      | Buzetijeva je bila zamenjana z nastopom novega vršilca dolžnosti ministra za kmetijstvo Marjana Šarca. | [ 17 ]        |
| Tatjana Buzeti          | Ministrstvo za kmetijstvo, gozdarstvo in prehrano   | 13. oktober 2023   | Buzetijeva je bila zamenjana z nastopom novega vršilca dolžnosti ministra za kmetijstvo Marjana Šarca. | [ 17 ]        |
| Darij Krajčič           | Ministrstvo za kmetijstvo, gozdarstvo in prehrano   | 6. junij 2022      | Krajčič je bil zamenjan z nastopom novega vršilca dolžnosti ministra za kmetijstvo Marjana Šarca. | [ 17 ]        |
| Darij Krajčič           | Ministrstvo za kmetijstvo, gozdarstvo in prehrano   | 13. oktober 2023   | Krajčič je bil zamenjan z nastopom novega vršilca dolžnosti ministra za kmetijstvo Marjana Šarca. | [ 17 ]        |
| Boris Černilec          | Ministrstvo za vzgojo in izobraževanje              | 25. januar 2023    | Černilec je bil razrešen z mesta sekretarja. | [ 18 ]        |
| Boris Černilec          | Ministrstvo za vzgojo in izobraževanje              | 19. oktober 2023   | Černilec je bil razrešen z mesta sekretarja. | [ 18 ]        |
| Valerija Jelen Kosi     | Ministrstvo za pravosodje                           | 24. januar 2023    | Jelen Kosijeva je odstopila nespoštovanja ministrstva odločbe ustavnega sodišča glede sodniških plač. | [ 19 ]        |
| Valerija Jelen Kosi     | Ministrstvo za pravosodje                           | 4. januar 2024     | Jelen Kosijeva je odstopila nespoštovanja ministrstva odločbe ustavnega sodišča glede sodniških plač. | [ 19 ]        |
| Igor Šoltes             | Ministrstvo za pravosodje                           | 1. junij 2022      | Šoltes je bil razrešen po odstopu ministrice Švarc Pipan, zaradi nepravilnosti pri nakupu sodne stavbe na Litijski cesti. | [ 20 ]        |
| Igor Šoltes             | Ministrstvo za pravosodje                           | 15. februar 2024   | Šoltes je bil razrešen po odstopu ministrice Švarc Pipan, zaradi nepravilnosti pri nakupu sodne stavbe na Litijski cesti. | [ 20 ]        |
| Andreja Katič           | Ministrstvo za kohezijo in regionalni razvoj        | 25. januar 2023    | Katičeva je bila razrešena z mesta sekretarke, saj je postala nova ministrica za pravosodje. | [ 21 ]        |
| Andreja Katič           | Ministrstvo za kohezijo in regionalni razvoj        | 5. marec 2024      | Katičeva je bila razrešena z mesta sekretarke, saj je postala nova ministrica za pravosodje. | [ 21 ]        |
| Blaž Germšek            | Ministrstvo za kmetijstvo, gozdarstvo in prehrano   | 23. oktober 2023   | Germšek je bil razrešen na lastno željo iz osebnih razlogov. | [ 22 ]        |
| Blaž Germšek            | Ministrstvo za kmetijstvo, gozdarstvo in prehrano   | 24. april 2024     | Germšek je bil razrešen na lastno željo iz osebnih razlogov. | [ 22 ]        |
| Matjaž Krajnc           | Ministrstvo za visoko šolstvo, znanost in inovacije | 24. januar 2023    | Krajnc je bil razrešen na lastno željo iz zdravstvenih razlogov. | [ 23 ]        |
| Matjaž Krajnc           | Ministrstvo za visoko šolstvo, znanost in inovacije | 30. junij 2024     | Krajnc je bil razrešen na lastno željo iz zdravstvenih razlogov. | [ 23 ]        |
| Rudi Medved             | Ministrstvo za obrambo                              | 1. junij 2022      | Medved je bil razrešen zaradi odhoda v pokoj. | [ 24 ]        |
| Rudi Medved             | Ministrstvo za obrambo                              | 14. julij 2024     | Medved je bil razrešen zaradi odhoda v pokoj. | [ 24 ]        |
| Sanja Štiglic           | Ministrstvo za zunanje in evropske zadeve           | 1. oktober 2023    | Štigličeva je bila razrešena, saj je postala nova veleposlanica RS v Združenem kraljestvu. | [ 25 ]        |
| Sanja Štiglic           | Ministrstvo za zunanje in evropske zadeve           | 22. avgust 2024    | Štigličeva je bila razrešena, saj je postala nova veleposlanica RS v Združenem kraljestvu. | [ 25 ]        |
| Eva Vodnik              | Ministrstvo za zdravje                              | 17. oktober 2023   | Vodnikova je bila razrešena na lastno željo iz osebnih razlogov. | [ 26 ]        |
| Eva Vodnik              | Ministrstvo za zdravje                              | 12. september 2024 | Vodnikova je bila razrešena na lastno željo iz osebnih razlogov. | [ 26 ]        |
| Marjan Pintar           | Ministrstvo za zdravje                              | 17. julij 2024     | Pintar je odstopil s položaja iz zdravstvenih razlogov. | [ 27 ]        |
| Marjan Pintar           | Ministrstvo za zdravje                              | 1. oktober 2024    | Pintar je odstopil s položaja iz zdravstvenih razlogov. | [ 27 ]        |

### Kabinet predsednika vlade
| Državni sekretarji            | Državni sekretarji                                                                  | Državni sekretarji                                             | Državni sekretarji                  | Državni sekretarji                                                    | Državni sekretarji                             | Državni sekretarji                                                                  | Državni sekretarji                            | Državni sekretarji                                     |
| ----------------------------- | ----------------------------------------------------------------------------------- | -------------------------------------------------------------- | ----------------------------------- | --------------------------------------------------------------------- | ---------------------------------------------- | ----------------------------------------------------------------------------------- | --------------------------------------------- | ------------------------------------------------------ |
|                               |                                                                                     |                                                                |                                     |                                                                       |                                                |                                                                                     |                                               |                                                        |
| Luka Špoljar (vodja kabineta) | Maša Kociper                                                                        | Igor Mally                                                     | Vojko Volk                          | Nataša Lužar                                                          | Danijel Levičar                                | Jure Leben                                                                          | Petra Aršič                                   | Metka Paragi                                           |
| Luka Špoljar (vodja kabineta) | državna sekretarka za koordinacijo med Vlado Republike Slovenije in Državnim zborom | državni sekretar za koordinacijo mednarodnih zadev in zadev EU | državni sekretar za evropske zadeve | državna sekretarka za medgeneracijski dialog in stanovanjsko politiko | državni sekretar za nacionalni jedrski program | državni sekretar za okolje, prostor, podnebje in dialog z nevladnimi organizacijami | državna sekretarka za strateško komuniciranje | državna sekretarka za javno zdravstvo in javno zdravje |

### Nekdanji sekretarji v kabinetu
|                                                                                |                                           |                                                      |                                        |                                                       |                                                             |                                                 |
| Anton Grizold                                                                  | Boštjan Šefic                             | Andrej Benedejčič                                    | Petra Škofic                           | Kaja Širok                                            | Maksimiljana Polak                                          | Melita Župevc                                   |
| državni sekretar za obrambne zadeve in zadeve varstva pred naravnimi nesrečami | državni sekretar za sanacijo po poplavah  | državni sekretar za nacionalno in evropsko varnost   | vodja premierjevega kabineta           | državna sekretarka za kulturo                         | državna sekretarka za vzpostavitev dialoga s civilno družbo | državna sekretarka za strateško komuniciranje   |
| odšel v pokoj                                                                  | postal vodja Službe za obnovo po poplavah | postal vodja predstavništva Slovenije pri zvezi NATO | zapustila kabinet iz neznanih razlogov | zapustila kabinet zaradi premierjevega nezadovoljstva | zapustila kabinet iz osebnih razlogov                       | postala vodja predstavništva Slovenije pri OVSE |

## Koalicijske stranke
| Stranka                               | Stranka                         | Vodja                      | Ob nastopu vlade  | Ob nastopu vlade  |                   | Trenutno          | Trenutno |
| Stranka                               | Stranka                         | Vodja                      | Število poslancev | Število ministrov | Število poslancev | Število ministrov |          |
| ------------------------------------- | ------------------------------- | -------------------------- | ----------------- | ----------------- | ----------------- | ----------------- | -------- |
| Svoboda                               | Gibanje Svoboda                 | Robert Golob               | 41 / 90           | 11 / 17           | 39 / 90           | 13 / 20           |          |
| SD                                    | Socialni demokrati              | Matjaž Han                 | 7 / 90            | 4 / 17            | 7 / 90            | 4 / 20            |          |
| Levica                                | Levica                          | Asta Vrečko                | 5 / 90            | 2 / 17            | 4 / 90            | 3 / 20            |          |
| Vlado podpirajo, niso pa njeni člani: |                                 |                            |                   |                   |                   |                   |          |
| IMNS                                  | Predstavnika narodnih skupnosti | Felice Žiža Ferenc Horváth | 2 / 90            | /                 |                   | 2 / 90            | /        |
| Skupaj:                               |                                 |                            |                   |                   |                   |                   |          |
| Vlada                                 | Vlada                           | Vlada                      | 53 / 90           | 53 / 90           | 50 / 90           | 50 / 90           |          |
| Podporniki                            | Podporniki                      | Podporniki                 | 2 / 90            | 2 / 90            | 2 / 90            | 2 / 90            |          |
| Skupaj                                | Skupaj                          | Skupaj                     | 55 / 90           | 55 / 90           | 52 / 90           | 52 / 90           |          |

## Nekdanji ministri

### Odstopi in razrešitve
| Ime                            | Naziv                                            | Ministrstvo                                       | Odhod                        | Razlog za odstop | Naslednik                                      | Sklic  |
| ------------------------------ | ------------------------------------------------ | ------------------------------------------------- | ---------------------------- | --- | ---------------------------------------------- | ------ |
| Tatjana Bobnar Svoboda         | Ministrica za notranje zadeve                    | Ministrstvo za notranje zadeve                    | Odstopila 7. decembra 2022   | Predsednik vlade Robert Golob je preprečil, da bi v.d. direktorja Policije, Boštjan Lindav, nastopil polni mandat. Ministrica je nato namignila, da prihaja do poskusov vmešavanja vladajočih v delo policije; izpostavila je, da takšnega vpletanja ne bo dovolila. Zaradi tega je prišlo do spora in nestrinjanj med premierjem in ministrico, kar je sprožilo odstop zaradi nezaupanja. | Sanja Ajanović Hovnik (v. d.) Boštjan Poklukar | [ 35 ] |
| Danijel Bešič Loredan Svoboda  | Minister za zdravje                              | Ministrstvo za zdravje                            | Odstopil 7. julija 2023      | Po tem, ko je ministra Loredana k odstopu pozval vodja strateškega sveta za zdravstvo Erik Brecelj in kmalu za tem SDS zoper ministra vložila interpelacijo, je na Brdu pri Kranju v začetku julija potekalo srečanje poslancev in ministrov Gibanja Svoboda. Čeprav naj bi takrat v stranki ministru izrekli podporo, je 2 dni kasneje odstopno izjavo spisal premier Golob. V izjavi je slednji pojasnil, da imata z Loredanom različne poglede na to, na kakšen način krepiti javno zdravstvo. | Robert Golob (v. d.) Valentina Prevolnik Rupel | [ 36 ] |
| Uroš Brežan Svoboda            | Minister za naravne vire in prostor              | Ministrstvo za naravne vire in prostor            | Odstopil 4. oktobra 2023     | 3. oktobra 2023 je v javnost prišla informacija, da naj bi se minister skupaj z nekaterimi drugimi poslovil s svoje funkcije. Premier Golob je naslednjega dne, ko je potekala seja vlade, novico potrdil. Razlog za razhod premierja z ministrom je bilo nezadovoljstvo Goloba z odzivom Brežana na avgustovske poplave, zato je minister podal odstopno izjavo. | Alenka Bratušek (v. d.) Jože Novak             | [ 37 ] |
| Sanja Ajanović Hovnik Svoboda  | Ministrica za javno upravo                       | Ministrstvo za javno upravo                       | Odstopila 6. oktobra 2023    | Po več razkritjih oddaje Tarča, da je zavajala, ko je trdila, da za prijavo prijateljičinega inštituta na razpis ministrstva za javno upravo ni vedela, in po aferi z visokimi stroški službene poti v New York je ministrica podala odstopno izjavo. Odstopila je klub temu, da ji je še vedno popolnoma zaupal premier, kot je povedala, je to storila, ker bi njeno vztrajanje na položaju škodovalo vladi, stranki, ministrstvu in državi. | Klemen Boštjančič (v. d.) Franc Props          | [ 38 ] |
| Irena Šinko Svoboda            | Ministrica za kmetijstvo, gozdarstvo in prehrano | Ministrstvo za kmetijstvo, gozdarstvo in prehrano | Razrešena 13. oktobra 2023   | 3. oktobra je v javnost prišla informacija, da naj bi se ministrica tako kot Uroš Brežan poslovila s položaja. Novico je Šinko potrdila sama, dejala je, da sta se s premierjem Golobom srečala in jo je ta seznanil z dejstvom, da z njenim delom ni zadovoljen. Sama odstopa ni ponudila rekoč, da jo je potrdil Državni zbor, ki naj jo tudi razreši. Razlogi za razhod s predsednikom vlade naj bi bili predvsem prepozno obveščanje javnosti o pesticidih v nekaterih živilskih izdelkih, zakon o zaščiti živali in odlov nutrij v Ljubljani. O njeni razrešitvi je odločal Državni zbor dne 13. oktobra, zanjo je glasovalo 49 poslancev od navzočih 62, ena poslanka je bila proti. | Marjan Šarec (v. d.) Mateja Čalušić            | [ 39 ] |
| Dominika Švarc Pipan SD        | Ministrica za pravosodje                         | Ministrstvo za pravosodje                         | Odstopila 5. februarja 2024  | Po več razkritjih nepravilnosti pri nakupu nove sodne stavbe na Litijski 51 v Ljubljani je ministrica zatrdila, da bo sporne posle na ministrstvu raziskala. Kasneje je razrešila generalnega sekretarja Uroša Gojkoviča, sama pa večkrat poudarila, da odstopiti ne namerava, saj bi s tem dopustila nadaljevanje nepravilnosti na ministrstvu. Nato se je konec januarja 2024 sestalo predsedstvo stranke SD in ministrico pozvalo k odstopu s položaja. Za tem sta se Švarc Pipanova in Golob večkrat srečala, premier je javnosti sporočil, da se mora pogovoriti s ključnimi akterji v zadevi, da lahko pravilno presodi nadaljnje ukrepanje. 5. februarja sta se premier in ministrica še zadnjič sestala, in slednja je premierju ponudila svoj odstop, ki ga je Golob sprejel. Odstopno izjavo je v DZ poslal 15. februarja.                                          | Andreja Katič                                  | [ 40 ] |
| Darjo Felda Svoboda            | Minister za vzgojo in izobraževanje              | Ministrstvo za vzgojo in izobraževanje            | Odstopil 17. septembra 2024  | Minister Felda je septembra 2024 opravil pogovore s predsednikom vlade, v katerih je izrazil željo po vrnitvi v akademski poklic, zato je na srečanju koalicije dne 17. septembra podal ustno odstopno izjavo. | Vinko Logaj                                    | [ 41 ] |
| Emilija Stojmenova Duh Svoboda | Ministrica za digitalno preobrazbo               | Ministrstvo za digitalno preobrazbo               | Odstopila 26. septembra 2024 | Po aferi z nakupom 13 tisoč računalnikov je ministrica dlje časa vztrajala, da so bili vsi postopki zakoniti in do zadnjega upravičevala za mnoge sporen nakup. 25. septembra 2024 pa je v javnost prišla še informacija, da je službeno vozilo Stojmenove Duh na službeni poti v Ženevo, maja 2024, prekoračilo hitrost ter vklopilo modre luči, kar ni dovoljeno. Ministrstvo je zato julija dobilo poziv avstrijske policije, naj ji posreduje informacijo, kdo je vozil vozilo in torej storil prometni prekršek, a je ministrstvo namesto informacije poslalo dopis slovenskemu veleposlaništvu na Dunaju, v katerem ga je pozvalo, naj avstrijske organe zaprosi, da odstopijo od morebitnega kazenskega pregona. Dan kasneje, sicer dan pred napovedano drugo interpelacijo, je po množičnih pozivih podala odstopno izjavo, ki jo je premier istega dne tudi sprejel. | Ksenija Klampfer                               | [ 42 ] |

### Odstopa zaradi reorganizacije vlade
| Ime                 | Naziv                                       | Ministrstvo                   | Odhod                     | Razlog za odstop | Naslednik       | Sklic  |
| ------------------- | ------------------------------------------- | ----------------------------- | ------------------------- | --- | --------------- | ------ |
| Bojan Kumer Svoboda | Minister za infrastrukturo                  | Ministrstvo za infrastrukturo | Odstopil 3. januarja 2023 | Zaradi uveljavitve Zakona o spremembah in dopolnitvah Zakona o vladi je na dan objave zakona v Uradnem listu RS funkcija prenehala trem ministrom in eni ministrici, dva ministra, infrastrukturni in šolski pa sta bila primorana odstopiti. Vsi navedeni bodo ponovno zaslišani pred matičnimi odbori in nato prisegli v Državnem zboru, bodisi ker bodo prevzeli drug resor bodisi ker se bo spremenilo ime zdajšnjega. Bojan Kumer bo prevzel Ministrstvo za okolje in prostor, njegov resor pa Alenka Bratušek.                             | Alenka Bratušek | [ 43 ] |
| Igor Papič Svoboda  | Minister za izobraževanje, znanost in šport | Ministrstvo za izobraževanje  | Odstopil 3. januarja 2023 | Zaradi uveljavitve Zakona o spremembah in dopolnitvah Zakona o vladi je na dan objave zakona v Uradnem listu RS funkcija prenehala trem ministrom in eni ministrici, dva ministra, infrastrukturni in šolski pa sta bila primorana odstopiti. Vsi navedeni bodo ponovno zaslišani pred matičnimi odbori in nato prisegli v Državnem zboru, bodisi ker bodo prevzeli drug resor bodisi ker se bo spremenilo ime zdajšnjega. Igor Papič bo vodil novo Ministrstvo za visoko šolstvo, znanost in inovacije, njegov resor pa bo prevzel Darjo Felda. | Darjo Felda     | [ 44 ] |

## Sestavljanje koalicije

### Glasovanje o mandatarju
| Datum        | Kandidat     | Predlagatelj                   | ZA | PROTI | NEVELJAVNI | Opombe                                                     |
| ------------ | ------------ | ------------------------------ | -- | ----- | ---------- | ---------------------------------------------------------- |
| 25. maj 2022 | Robert Golob | Predsednik Republike Slovenije | 54 | 30    | 1          | tajno glasovanje, za izvolitev potrebna večina (46 glasov) |

### Glasovanje o vladi
24. januar 2023 je Državni zbor znova glasoval o vladi zaradi njene reorganizacije. Potrjenih je bilo 9 ministrov, od tega trije novi, ostalih šest pa je bilo bodisi premeščenih na nove resorje, bodisi so se imena in področja njihovih resorjev spremenila.
| Datum           | Predsednik vlade | ZA | PROTI | VZDRŽANI | Opombe                               |
| --------------- | ---------------- | -- | ----- | -------- | ------------------------------------ |
| 1. junij 2022   | Robert Golob     | 53 | 28    | 2        | za izvolitev potrebna navadna večina |
| 24. januar 2023 | Robert Golob     | 55 | 29    | 0        | za izvolitev potrebna navadna večina |

### Zaslišanja ministrov na odborih
| Datum                   | Ura   | Kandidat               | Stranka | Glasovanje | Glasovanje | Glasovanje | Sklic  |
| Datum                   | Ura   | Kandidat               | Stranka | DA         | NE         | VZ         | Sklic  |
| ----------------------- | ----- | ---------------------- | ------- | ---------- | ---------- | ---------- | ------ |
| Sobota 28. maj 2022     | 09:00 | Matjaž Han             | SD      | 10         | 4          | 1          | [ 46 ] |
| Sobota 28. maj 2022     | 09:00 | Matej Arčon            | Svoboda | 9          | 2          | 0          | [ 47 ] |
| Sobota 28. maj 2022     | 13:00 | Aleksander Jevšek      | SD      | 10         | 5          | 0          | [ 48 ] |
| Sobota 28. maj 2022     | 17:00 | Igor Papič             | Svoboda | 9          | 5          | 1          | [ 49 ] |
| Sobota 28. maj 2022     | 17:00 | Emilija Stojmenova Duh | Svoboda | 9          | 4          | 0          | [ 50 ] |
|                         |       |                        |         |            |            |            |        |
| Ponedeljek 30. maj 2022 | 09:00 | Tanja Fajon            | SD      | 9          | 6          | 0          | [ 51 ] |
| Ponedeljek 30. maj 2022 | 09:00 | Dominika Švarc Pipan   | SD      | 9          | 5          | 0          | [ 52 ] |
| Ponedeljek 30. maj 2022 | 13:00 | Klemen Boštjančič      | Svoboda | 9          | 5          | 0          | [ 53 ] |
| Ponedeljek 30. maj 2022 | 13:00 | Sanja Ajanović Hovnik  | Svoboda | 9          | 5          | 0          | [ 54 ] |
| Ponedeljek 30. maj 2022 | 17:00 | Tatjana Bobnar         | Svoboda | 9          | 4          | 1          | [ 55 ] |
| Ponedeljek 30. maj 2022 | 17:00 | Marjan Šarec           | Svoboda | 9          | 5          | 0          | [ 56 ] |
|                         |       |                        |         |            |            |            |        |
| Torek 31. maj 2022      | 09:00 | Bojan Kumer            | Svoboda | 9          | 5          | 0          | [ 57 ] |
| Torek 31. maj 2022      | 09:00 | Irena Šinko            | Svoboda | 10         | 4          | 0          | [ 58 ] |
| Torek 31. maj 2022      | 13:00 | Luka Mesec             | Levica  | 10         | 4          | 0          | [ 59 ] |
| Torek 31. maj 2022      | 13:00 | Uroš Brežan            | Svoboda | 9          | 4          | 0          | [ 60 ] |
| Torek 31. maj 2022      | 17:00 | Danijel Bešič Loredan  | Svoboda | 10         | 4          | 0          | [ 61 ] |
| Torek 31. maj 2022      | 17:00 | Asta Vrečko            | Levica  | 9          | 6          | 0          | [ 62 ] |

#### Reorganizacija vlade
Devet ministrov je zaslišano znova zaradi ustanovitev novih ministrskih resorjev in preoblikovanja že obstoječih.
| Datum                   | Ura   | Kandidat               | Stranka | Glasovanje | Glasovanje | Glasovanje | Sklic  |
| Datum                   | Ura   | Kandidat               | Stranka | DA         | NE         | VZ         | Sklic  |
| ----------------------- | ----- | ---------------------- | ------- | ---------- | ---------- | ---------- | ------ |
| Četrtek 12. januar 2023 | 09:00 | Alenka Bratušek        | Svoboda | 9          | 5          | 0          | [ 63 ] |
| Četrtek 12. januar 2023 | 09:00 | Darjo Felda            | Svoboda | 9          | 5          | 0          | [ 64 ] |
| Četrtek 12. januar 2023 | 12:00 | Igor Papič             | Svoboda | 9          | 6          | 0          | [ 65 ] |
| Četrtek 12. januar 2023 | 12:00 | Uroš Brežan            | Svoboda | 8          | 3          | 0          | [ 66 ] |
| Četrtek 12. januar 2023 | 15:00 | Emilija Stojmenova Duh | Svoboda | 9          | 6          | 0          | [ 67 ] |
|                         |       |                        |         |            |            |            |        |
| Petek 13. januar 2023   | 09:00 | Simon Maljevac         | Levica  | 9          | 5          | 0          | [ 68 ] |
| Petek 13. januar 2023   | 11:00 | Aleksander Jevšek      | SD      | 9          | 0          | 0          | [ 69 ] |
| Petek 13. januar 2023   | 14:00 | Matjaž Han             | SD      | 10         | 0          | 0          | [ 70 ] |
| Petek 13. januar 2023   | 14:00 | Bojan Kumer            | Svoboda | 9          | 6          | 0          | [ 71 ] |

#### Novi ministri po odstopu
| Datum                       | Ura   | Kandidat                  | Stranka | Glasovanje | Glasovanje | Glasovanje | Sklic  |
| Datum                       | Ura   | Kandidat                  | Stranka | DA         | NE         | VZ         | Sklic  |
| --------------------------- | ----- | ------------------------- | ------- | ---------- | ---------- | ---------- | ------ |
| Ponedeljek 12. februar 2023 | 14:00 | Boštjan Poklukar          | Svoboda | 9          | 6          | 0          | [ 72 ] |
| Torek 10. oktober 2023      | 16:00 | Valentina Prevolnik Rupel | Svoboda | 11         | 5          | 0          | [ 73 ] |
| Torek 5. december 2023      | 16.30 | Franc Props               | Svoboda | 9          | 6          | 0          | [ 74 ] |
| Torek 5. december 2023      | 16.30 | Jože Novak                | Svoboda | 9          | 5          | 0          | [ 75 ] |
| Sreda 10. januar 2024       | 14.00 | Mateja Čalušić            | Svoboda | 9          | 6          | 0          | [ 76 ] |
| Petek 1. marec 2024         | 12.00 | Andreja Katič             | SD      | 8          | 4          | 0          | [ 77 ] |
| Četrtek 3. oktober 2024     | 15:00 | Borut Sajovic             | Svoboda | 9          | 6          | 0          | [ 78 ] |
| Četrtek 3. oktober 2024     | 15:00 | Vinko Logaj               | Svoboda | 8          | 5          | 0          | [ 79 ] |
| Torek 3. december 2024      | 15.00 | Ksenija Klampfer          | Svoboda | 9          | 4          | 0          | [ 80 ] |

## Interpelacije

### Ministri
Stranka SDS je poleg spodaj navedenih vložila še tri interpelacije: zoper ministra za zdravje Danijela Bešiča Loredna ter pravosodno ministrico Dominiko Švarc Pipan, napovedala in spisala pa jo je tudi zoper ministrico za javno upravo Sanjo Ajanović Hovnik. Vsi trije so pred interpelacijo odstopili sami.
| Datum interpelacije           | Interpelirani minister                                    | Predlagatelj                                                                              | Očitki interpelacije | Rezultat | Rezultat | Rezultat | Rezultat | Rezultat       | Podpora strank                                | Podpora strank                                                          | Podpora strank |               |  |
| Datum interpelacije           | Interpelirani minister                                    | Predlagatelj                                                                              | Očitki interpelacije | Kvorum   | ZA       | PROTI    | VZD      | Izid           | PODPRLE                                       | NASPROTOVALE                                                            | VZDRŽANE       |               |  |
| ----------------------------- | --------------------------------------------------------- | ----------------------------------------------------------------------------------------- | --- | -------- | -------- | -------- | -------- | -------------- | --------------------------------------------- | ----------------------------------------------------------------------- | -------------- | ------------- |  |
| Četrtek, 10. november 2022    | Tanja Fajon ministrica za zunanje zadeve                  | Skupina poslank in poslancev, prvopodpisani Franc Breznik, Slovenska demokratska stranka. | Zloraba mreže diplomatsko konzularnih predstavništev, odpoklic veleposlanika Kajzerja                                                                              | 74       | 22       | 52       | 0        | ni izglasovana | - SDS - NSi                                   | - Svoboda - SD - Levica - poslanca manjšin                              | /              | [ 84 ]        |  |
| Ponedeljek, 14. november 2022 | Tatjana Bobnar ministrica za notranje zadeve              | Skupina poslank in poslancev, prvopodpisani Branko Grims, Slovenska demokratska stranka.  | Odstranitev ograje in žice na južni meji ter migrantska politika pod novo vlado                                                                                    | 75       | 24       | 50       | 1        | ni izglasovana | - SDS - nekateri poslanci NSi                 | - Svoboda - SD - Levica - Felice Žiža, predstavnik italijanske manjšine | - poslanka NSi | [ 85 ]        |  |
| Četrtek, 28. marec 2024       | Emilija Stojmenova Duh ministrica za digitalno preobrazbo | Skupina poslank in poslancev, prvopodpisana Jelka Godec, Slovenska demokratska stranka.   | Oškodovanje davkoplačevalcev, zavajanje in nesmotrno upravljanje z javnimi sredstvi v zvezi z nakupom 13 tisoč računalnikov                                        | 77       | 31       | 42       | 4        | ni izglasovana | - SDS - NSi - Mojca Šetinc Pašek (nepovezana) | - Svoboda - SD - Felice Žiža, predstavnik italijanske manjšine          | - Levica       | [ 86 ] [ 87 ] |  |
| 18. december 2024             | Klemen Boštjančič minister za finance                     | Skupina poslank in poslancev (prvopodpisana Jelka Godec)                                  | Nevestno delo v službi in oškodovanje javnih sredstev v povezavi z nakupom sodne stavbe na Litijski                                                                | 76       | 29       | 47       |          |                | ni izglasovana                                |                                                                         |                |               |  |
| 22. januar 2025               | Boštjan Poklukar minister za notranje zadeve              | Skupina poslank in poslancev (prvopodpisani Janez Cigler Kralj)                           | Nezakonito imenovanje direktorja policije in razmere na centru za varovanje in zaščito                                                                             | 73       | 29       | 35       |          |                | ni izglasovana                                |                                                                         |                |               |  |
| 10. julij 2025                | Asta Vrečko ministrica za kulturo                         | Skupina poslank in poslancev (prvopodpisani Janez Cigler Kralj)                           | Izplačilo finačnega dela Prešernove nagrade Svetlani Makarovič, neekonomičen najem začasnih prostorov SNG Drama Ljubljana, delovanje proti vrednotam osamosvojitve | 73       | 27       | 46       |          |                | ni izglasovana                                |                                                                         |                |               |  |
| 9. julij 2025                 | Boštjan Poklukar minister za notranje zadeve              | Skupina poslank in poslancev (prvopodpisani Janez Cigler Kralj)                           | Poslabšanje varnostnih razmer v državi in povezanost s primerom suma izkoriščanja filipinskih delavcev                                                             | 78       | 33       | 45       |          |                |                                               |                                                                         |                |               |  |

Opozicija je vložila tudi interpelacije zoper tri ministre, ki so pred dnem razprave odstopili:
- Interpelacija o delu in odgovornosti ministrice za digitalno preobrazbo dr. Emilije Stojmenove Duh, 8. julij 2024 vložila skupina poslank in poslancev (prvopodpisana Jelka Godec
- Interpelacija o delu in odgovornosti ministrice za pravosodje dr. Dominike Švarc Pipan, 29. januarja 2024 vložila skupina poslank in poslancev (prvopodpisana Jelka Godec)
- Interpelacija o delu in odgovornosti ministra za zdravje Danijela Bešiča Loredana, 30. junija 2023 vložila skupina poslank in poslancev (prvopodpisana Jelka Godec)

### Interpelacija vlade
| Datum interpelacije   | Predlagatelj                                                                            | Očitki interpelacije | Vir    |
| --------------------- | --------------------------------------------------------------------------------------- | --- | ------ |
| Sreda, 19. april 2023 | Skupina poslank in poslancev, prvopodpisana Jelka Godec, Slovenska demokratska stranka. | - ukinitev Urada za demografijo - razgradnja vrednotnega sistema zahodne civilizacije - ukinitev Muzeja slovenske osamosvojitve - spremembe zakona o dohodnini - pritiski na kadrovanje v policiji | [ 88 ] |
| 24. april 2025        | Skupina poslank in poslancev (prvopodpisana Jelka Godec)                                | - poslabšanje položaja upokojencev | [ 89 ] |

## Zgodovina

### 2022
Na volitvah 24. aprila 2022, je stranka Gibanje Svoboda zmagala s preko 34 % glasov in osvojila 41 poslanskih mest. Dva dni po volitvah se je Robert Golob sestal s predsednikom republike Borutom Pahorjem in istega dne še s predsednico SD Tanjo Fajon. Napovedal je, da bi novo vlado sestavil v mesecu dni in da bi se lahko njena velikost čez čas spreminjala, tudi do ustavne večine. Izključil ni niti povezovanja s strankama Koalicije ustavnega loka, ki sta ostali zunaj parlamenta - Stranka Alenke Bratušek in Lista Marjana Šarca. Sprva se ju je omenjalo kot državna sekretarja, kasneje pa je bilo sporočeno, da bo Marjan Šarec prevzel resor obrambe, Alenka Bratušek pa infrastrukturo. Prvi uradni sestanek Roberta Goloba s Tanjo Fajon in Luko Mescem za novo koalicijo je potekal 3. maja 2022 v prostorih Državnega zbora Republike Slovenije.
Gibanje Svoboda, Socialni demokrati in Levica so se programsko uskladili in koalicijsko pogodbo v Cankarjevem domu podpisali 24. maja 2022. Naslednji dan je bil Golob s 54 glasovi za in 30 proti izvoljen za predsednika vlade Republike Slovenije. Koalicijski partnerji so napovedali širitev števila ministrskih resorjev, kar pa je kot neutemeljeno močno kritizirala največja opozicijska stranka Slovenska demokratska stranka in na spremembo Zakona o vladi vložila predlog referenduma. Golobova koalicija zato ni mogla povečati števila ministrstev. Ob vložitvi liste ministrskih kandidatov je Robert Golob tako ministre predlagal po razrezu resorjev, ki je bil v veljavi že v vladi Janeza Janše. Vsi bodoči ministri, katerih resorji še niso bili ustanovljeni, pa so postali državni sekretarji na obstoječih ministrstvih. 
Konec meseca junija 2022 je Robert Golob svoje ministre uvrstil v najvišje možne plačne razrede. Opozicija predlogu ni nasprotovala, je pa spomnila na odziv strank SD in Levica, ko je podobno umestitev naredil Janez Janša v predhodni vladi. Socialni demokrati so takrat zapisali: "Ekonomisti svarijo pred recesijo, projekcija padca BDP doma in v svetu je strašljiva. Nova vlada pa zvišuje plače svojim funkcionarjem. Nesprejemljivo! Solidarnost pomeni, da v času krize vlada najprej poskrbi za najšibkejše, ne zase!"
10. avgusta 2022 je z mesta vršilca dolžnosti direktorja Urada vlade za komuniciranje (UKOM) odstopil Dragan Barbutovski. Razlog za odstop naj bi bila nesoglasja z Gibanjem Svoboda zaradi rezultata različnih pričakovanj glede načina in metod dela. Na mestu direktorja ga je na predlog Roberta Goloba zamenjala Petra Bezjak Cirman, novinarka, predsednica Sveta delavcev RTV Slovenija in žena novinarja Necenzurirano.si Primoža Cirmana.
Golobova vlada je ob prvih 100 dneh mandata, 8. septembra 2022, pripravila novinarsko konferenco v gledališki dvorani Akademije za gledališče, radio, film in televizijo v Ljubljani. Predsednik vlade Robert Golob je ob tem dejal, da je ključen dosežek njegove vlade po stotih dneh spoštovanje in da so spremenili politično kulturo. Med dosežki vlade je bila med drugim izpostavljena regulacija cen pogonskih goriv, znižanje davka na dobavo elektrike ter davka na daljinsko ogrevanje, prav tako je vlada od septembra omejila cene elektrike in plina za gospodinjstva, male poslovne odjemalce in, v primeru plina, tudi za druge skupine zaščitenih odjemalcev. Na novinarski konferenci ob sto dnevnici je vlada pripravila tudi pogovor z vodji koalicijskih strank, ki ga je vodil nekdanji voditelj oddaje Studio City Marcel Štefančič. Največja opozicijska stranka SDS je ob stotih dneh vlade dejala, da je bilo ukrepanje vlade ob draginji neprimerno, prav tako da je nepravilno postavljala prioritete. Poslanec SDS Franc Breznik je dejal, da je Robert Golob "Ki je specialist za energetiko, doživel fiasko tako kot politik kot strokovnjak za energetiko." V NSi so sporočili, da lahko pohvalijo ukrepe vlade za pomoč gospodinjstvom, med tem ko vladi podajajo močno kritiko na področju pomoči gospodarstvu.

#### Odstop Tatjane Bobnar
1. decembra 2022 vlada Boštjanu Lindavu ni poverila polnega mandata generalnega direktorja Policije, kot je to predlagala notranja ministrica Tatjana Bobnar, pač pa mu je podaljšala mandat vršilca dolžnosti. Čez nekaj dni, pol meseca po uspešno prestani interpelaciji, je Tatjana Bobnar napovedala svoj odstop z mesta ministrice. Za to potezo se je odločila zaradi pritiskov, ki naj bi jih na policijo izvajal premier Robert Golob. Med drugim naj bi zahteval pohitritev imenovanja Darka Muženiča na mesto Nacionalnega preiskovalnega urada ter ukrepanje v zvezi z načelnikom Policijske uprave Nova Gorica Evgena Goverkarja, ki je bil na položaj imenovan v času generalnega direktorja policije Antona Olaja. Televizija Slovenija je odkrila, da je bilo v času Golobove vlade premeščenih 76 višje uvrščenih policistov. Robert Golob je po objavi zadeve v. d. generalnega direktorja Policije Boštjana Lindava zahteval poročilo o morebitnih političnih pritiskov na policiji. Ob tem je Golob odstop Bobnarjeve sprejel zaradi izgube zaupanja.

Lindav je v poročilu med drugim zapisal:
"31. maja 2022 ob 16. uri sem bil kot kandidat za mesto generalnega direktorja povabljen na razgovor k takratnemu mandatarju. [...] V prostoru pred pisarno mandatarja sta bila meni neznana ženska in dva moška, od katerih se mi je višji od njiju predstavil kot Miloš Njegoslav Milović. [...] Navedeni mi je v kratkem razgovoru dejal, da je zadolžen za varovanje predsednika,"
Milović naj bi kasneje na sestankih pri Golobu tudi večkrat sodeloval. Milović je dejal, da je Goloba spoznal ko je bil državni sekretar v času vlade Janeza Drnovška, ko je bil sam vodja varovanja predsednika vlade. Milović je bil opažen tudi v štabu parlamentarnih volitev Gibanja Svobode, sicer pa je bil znan iz afere Tritonis, v katero je bil vpleten z Zoranom Jankovićem. Naloga Milovića naj bi bil tudi prenos varovanja predsednika vlade s centra za varovanje in zaščito pri policiji na generalni sekretariat vlade. Milović je prav tako sodeloval tudi z ministri vlade, podpredsedniku vlade in ministru za zdravje Danijelu Bešiču Loredanu je med drugim svetoval selitev pisarne iz varnostnih razlogov.
Nekaj dni pred izbruhom afere, 21. novembra 2022, je Robert Golob na poslansko vprašanje Žana Mahniča v državnem zboru odgovoril, da Miloš Milović ni niti imenovan, niti zaposlen na funkciji varovanja premierja. Gibanje Svoboda je podprlo stran predsednika vlade Goloba; podpredsednica stranke in predsednica DZ Urška Klakočar Zupančič je dejala, da je "Treba ločevati med političnimi usmeritvami in vmešavanjem v policijo." Koalicijski partnerici SD in Levica pa sta pohvalili delo ministrice Bobnar in izrazili upanje za dosego skupnega jezika.   Zaradi nepojasnjene vloge Miloša Milovića je Policijo obiskala tudi državnozborska komisija za nadzor obveščevalnih in varnostnih služb.
Po odstopu Tatjane Bobnar je funkcijo notranje ministrice začasno prevzela ministrica za javno upravo Sanja Ajanovič Hovnik.

### 2023

#### Reorganizacija vlade
24. januarja 2023 je Državni zbor Republike Slovenije glasoval o novih ministrih Golobove vlade. Noveliran zakon o vladi je bil sicer sprejet že 22. junija 2022, a je Slovenska demokratska stranka zbrala dovolj podpisov za razpis referenduma. Potekal je 27. novembra 2022, volivci pa so novelo 56,69 odstotno podprli. Golobova vlada je spremembo udejanjila šele po novem letu. Spremenile so se pristojnosti nekaterih obstoječih ministrstvev, ustanovljena pa so bila tudi tri nova: ministrstvo za solidarno prihodnost, ministrstvo za visoko šolstvo, znanost in inovacije ter ministrstvo za okolje, podnebje in energijo. S tem je vlada imela 19 ministrstev in en vladni urad.
6. februarja 2023 je Robert Golob za novega ministra za notranje zadeve predlagal Boštjana Poklukarja.

#### Spor glede finančne reforme
V oddaji Preverjeno dne 28. marca 2023 je premier Golob ostro kritiziral zastavljeno davčno reformo. Po njegovih besedah minister za finance reforme ni ustrezno razložil državljanom, dejal je, da je zaupal ekipi ministrstva za finance, da bo ljudem znala razložiti sama, vendar se to ni zgodilo. Ob tem je omenil celo možnost, da davčne reforme ne bi bilo, če ne bo dosegala svojega cilja. Pristojni minister Klemen Boštjančič je jasno odgovoril, da odstopiti ne namerava, je pa naslednjega dne odstopil državni sekretar na ministrstvu, Tilen Božič.

#### Odstavitev ministra za zdravje
29. junija 2023 je Slovenska demokratska stranka vložila interpelacijo zoper zdravstvenega ministra in podpredsednika vlade Danijela Bešiča Loredana. Očitano mu je bilo slabšanje razmer v zdravstvu ter zamujanje z obljubljeno zdravstveno reformo. Več tednov se je sicer ugibalo o morebitnem odhodu ministra, k odstopu ga je pozval tudi vodja strateškega sveta za zdravstvo Erik Brecelj. Predstavniki Gibanja Svoboda so po srečanju vrha stranke na Brdu pri Kranju zatrjevali, 5. julija tudi Urška Klakočar Zupančič, da Bešič Loredan njihovo podporo ima. Dva dni kasneje, 7. julija, je Danijel Bešič Loredan podpisal odstopno izjavo. Kot je dejal, mu jo je v podpis podal predsednik vlade Robert Golob. V izjavi je slednji pojasnil, da imata z Loredanom različne poglede na to, na kakšen način krepiti javno zdravstvo. Bešič Loredanu je mandat uradno prenehal 13. julija, njegovo funkcijo pa je začasno prevzel premier Robert Golob sam.

#### Ponovna rekonstrukcija vlade
3. oktobra 2023 je v javnost prišla informacija, da se obeta nova rekonstrukcija vlade oz. menjava nekaterih ministrov. S funkcije naj bi se poslovila tako minister za naravne vire in prostor Uroš Brežan kot tudi kmetijska ministrica Irena Šinko. Slednja je informacijo o razhodu tudi potrdila. Premier Golob je bil pri Brežanu kritičen do njegove neoperativnosti in slabe komunikacije po avgustovskih poplavah, z ministrico Šinko pa naj bi bil nezadovoljen že dlje časa. Po poročanju časopisne hiše Večer naj bi bil premier nezadovoljen tudi z ministri Igorjem Papičem, Darjom Feldo in Bojanom Kumrom. 5. oktobra v intervjuju za STA povedal, da trenutno ne razmišlja o dodatnih menjavah ministrov iz kvote Gibanja Svoboda. Nova ministrica je oktobra 2023 postala Valentina Prevolnik Rupel.
Robert Golob je 4. oktobra 2023 v Državni zbor poslal odstopno izjavo Uroša Brežana in predlog za razrešitev Irene Šinko. DZ se je z odstopom seznanil v ponedeljek, 9. oktobra, Šinkovo pa razrešil v petek, 13. oktobra 2023.
To pa še ni bil konec vnovične reorganizacije ekipe ministrov. Po seji Sveta Gibanja Svoboda je Robert Golob 24. oktobra 2023 pojasnil, da bodo novembra pričeli z resnimi pogovori o krčenju resorjev v Vladi. Po njegovih besedah naj bi bilo v načrtu obsežno krčenje z 20 na 12 ministrskih resorjev. V koalicijskih SD in Levici so napovedi komentirali z besedami, da bi se morala koalicija nehala ukvarjati sama s sabo in delovati v smeri pomoči ljudem. Koalicija se je zato v začetku novembra srečala na sestanku, na katerem naj bi obravnavali krčenje resorjev, a je premier Golob po sestanku sporočil, da na srečanju o tej temi ni bilo govora.

#### Odstop ministrice za javno upravo
Konec septembra 2023 so mediji razkrili, da naj bi inštitut Smart Center na razpisu ministrstva za javno upravo prejel sredstva v višini 300.000 evrov. Svetovalno podjetje je bilo ustanovljeno leta 2020, med tremi soustanovitelji pa je bila tudi Sanja Ajanović Hovnik. Bila je polovična lastnica inštituta, svoj delež pa je po začetku ministrskega mandata, 15. junija 2022, prepisala na svojo mamo, upokojeno medicinsko sestro brez poslovnih izkušenj, o tem pa Komisije za preprečevanje korupcije ni obvestila. KPK je zato uvedla prekrškovni postopek, Sanja Ajanović Hovnik pa je lastništvo svoje mame prijavila ob razkritju medijev. Zadevo je označila za napako in se opravičila, predsednik vlade Robert Golob je ob tem sporočil, da ministrica uživa njegovo zaupanje.
Ob tem je bilo ugotovljeno tudi, da je Sanja Ajanović Hovnik na službeno pot v New York letela po precej visokih stroških, zaradi česar je bil uveden notranji nadzor na ministrstvu. Ministrica je na tiskovni konferenci 4. oktobra 2023 poudarila, da ima čisto vest in da ji predsednik vlade popolnoma zaupa.
5. oktobra je bilo v oddaji Tarča na Televiziji Slovenija razkrito, da je ministrica z informacijami zavajala. Sodeč po objavljenih dokumentih je ministrica vedela, da se je inštitut njene prijateljice prijavil na razpis. Naslednjega dne, 6. oktobra 2023 je Sanja Ajanović Hovnik nepreklicno odstopila s položaja. Dejala je, da je njena vest še vedno čista, a da odstopa, ker bi njeno vztrajanje škodovalo vladi, stranki, ministrstvu in posledično celotni državi. Na ministrskem mestu jo je nasledil Franc Props.

#### Začasni premier Mesec
15. novembra 2023 je Urad vlade za komuniciranje sporočil, da bo zaradi operacije kile predsednik vlade Robert Golob nekaj dni v bolniškem staležu, ta čas ga je nadomeščal podpredsednik vlade Luka Mesec. Golob se je na delo vrnil 27. novembra.

### 2024
Predsednik vlade Robert Golob je pred novim letom in v prvih dneh leta 2024 napovedal, da bo za novega ministra za kmetijstvo, gozdarstvo in prehrano predlagal  upokojenega majorja Vojka Adamiča. 4. januarja 2024 je Golob v državni zbor poslal predlog nove ministrice, poslanke Svobode Mateje Čalušić, saj je po besedah Goloba Adamič zavrnil soglasje h kandidaturi.
Prav tako 4. januarja je Slovensko sodniško društvo izvedlo protest zaradi neuresničitve odločbe Ustavnega sodišča glede plač sodnikov. Kljub polletnemu roku vlada predloga pravosodnega ministrstva ni poslala v parlamentarno odločanje, za kar je sodniško društvo ministrico Dominiko Švarc Pipan in predsednika vlade Roberta Goloba pozvalo k odstopu.
Vlada je 23. januarja 2024 finančnega ministra Klemna Boštjančiča imenovala za tretjega podpredsednika vlade.
Na seji 14. marca 2024 je vlada imenovala še četrtega podpredsednika vlade, to je postal minister za Slovence po svetu Matej Arčon, ki skrbi za področje komunikacije.

#### Afera sodna stavba
Na seji 27. decembra 2023 je vlada potrdila nakup poslovne stavbe na Litijski cesti 51 v Ljubljani, s čimer bi Ministrstvo za pravosodje pridobilo lastne poslovne prostore za potrebe Upravnega, Delovnega in socialnega ter Višjega delovnega in socialnega sodišča v Ljubljani. Ministrstvo je prodajalcu Sebastjanu Vežnaverju nakazalo kupnino 7.690.350 evrov, a stavbe ob tem še ni prevzelo. Mediji so čez nekaj dni razkrili, da je Vežnaver stavbo leta 2019 kupil za 1,7 milijona evrov, ob nakupu ministrstva pa je bila tudi v izredno slabem stanju. Zadevo je začel preiskovati tudi Nacionalni preiskovalni urad. Ugotovljenih je bilo tudi več nepravilnosti pri oceni in izmeri stavbe, zato je ministrstvo za pravosodje naročilo novo in s prodajalcem sklenilo aneks k pogodbi. Ministrica Dominika Švarc Pipan je večkrat zatrdila, da ne bo odstopila, je pa bil razrešen generalni sekretar ministrstva Uroš Gojkovič. Napovedala je, da bo državno odvetništvo preverilo možnosti za ugotavljanje ničnosti ali razveljavitve pogodbe. Od Švarc Pipanove je dodatna pojasnila zahteval tudi predsednik vlade Robert Golob, poslanska skupina SD pa naj bi ji odrekla podporo.
Predsedstvo stranke SD se je sestalo 29. januarja 2024, in razpravljalo o odgovornosti ministrice. Na sestanku so jo pozvali k odstopu s položaja, ministrica se je po tem večkrat sestala tudi s premierjem. 31. januarja je sporočila, da s položaja ne namerava odstopiti, saj da bi to pomenilo nadaljevanje spornih potez na ministrstvu. Po njenih besedah je afero "zakuhala" skupina uradnikov ministrstva in nekaterih članov stranke SD, s ciljem pridobitve protipravne koristi. Predsednica SD Tanja Fajon se je na izjavo odzvala z besedami, da se ministrica poslužuje manipulacij in laži ter da je ogorčena nad njenimi obtožbami.
Po poročanju medijev naj bi bili vpleteni v ozadje spornega nakupa stavbe tarče groženj. O tem so bile obveščene pristojne varnostne služne, ministrici je bilo odrejeno policijsko varovanje.
Po večernem sestanku dne 5. februarja 2024 je ministrica predsedniku vlade ponudila svoj odstop. Naslednjega dne, 6. februarja, je z mesta glavnega tajnika Socialnih demokratov odstopil Klemen Žibert. Odstop je pojasnil z besedami, da "stranko želi razbremeniti očitkov, ki te dni padajo nanj in žal tudi na njegovo družino ter posledično črnijo ugled stranke". Ob tem je zavrnil očitke, ki so se pojavili v zvezi z njegovo vlogo pri nakupu stavbe. Istega dne je premier sporočil, da bo odstop ministrice sprejel. Naslednjega večera se je z Golobom sestal še vrh stranke SD. Strinjali so se v želji, da se koalicija obdrži, premier pa je napovedal, da bo pravosodni resor začasno vodil sam.
V ponedeljek, 12. februarja 2024 so potekali kolegij predsednice, konferenca in predsedstvo stranke SD, saj je del stranke vedno glasneje zahteval odhod predsednice, še bolje pa celotnega vodstva; denimo kranjski lokalni odbor stranke je izrazil mnenje, da bi moralo vodstvo oditi čimprej. Po odstopu Klemna Žiberta je bil za vršilca dolžnosti glavnega tajnika stranke SD potrjen Matevž Frangež. Tanja Fajon pa je po koncu konference potrdila, da bo aprila potekal ne statutarni, temveč volilni kongres stranke, z namenom postavitve novega vodstva.
V četrtek, 15. februarja je Robert Golob odstopno izjavo ministrice poslal v Državni zbor, vlada pa je na seji razrešila še državnega sekretarja Igorja Šoltesa. Poslanci so se z odstopom seznanili na izredni seji, dne 16. februarja.
V ponedeljek, 26. februarja se je predsednik vlade večkrat sestal s predstavniki Socialnih demokratov, ki so mu predstavili možna imena za kandidata za novega pravosodnega ministra. Za novo ministrico je predlagal nekdanjo ministrico Andrejo Katič, ki sprva soglasja stranki ni dala, a se je na sestanku s premierjem zgodil preobrat. Katič je prestala zaslišanje na matičnem odboru, 5. marca 2024 pa prisegla v Državnem zboru.

#### Odhodi ožjih sodelavcev
Marca 2024 je Golobovo ekipo zapustilo več ožjih sodelavcev. 5. marca 2024 so v kabinetu predsednika vlade potrdili, da s 1. aprilom funkcijo zapušča državna sekretarka za kulturo Kaja Širok. Nato je po seji sveta dne 6. marca v javnost prišla informacija, da z mesta generalne sekretarke Gibanja Svoboda odhaja Vesna Vuković, ki je odhod tudi potrdila. 8. marca pa je vladno ekipo zapustiala še vodja premierjevega kabineta Petra Škofic. Za novega vodjo kabineta je Golob izbral Luko Špoljarja, dotlej sekretarja poslanske skupine Svoboda.

#### Imenovanje Evropskega komisarja
6. aprila 2024 je Robert Golob na srečanju stranke Gibanje Svoboda nekdanjega predsednika Računskega sodišča Republike Slovenije Tomaža Vesela predstavil kot kandidata za novega evropskega komisarja. O tem predhodno ni obvestil koalicijskih partnerjih, a mu po naknadni predstavitvi niso nasprotovali. Golob je Vesela označil kot najkompetentejšega kandidata, izpostavil pa je željo po komisarskih resorjih, ki obravnavajo proračun. Premier je s tem sprožil nekaj kritik o prezgodnji predstavitvi kandidata, a naj bi to, kot so pojasnili, storil, da bi lahko državi zagotovili boljši resor.
Po potrditvi Ursule von der Leyen za drugi mandat na čelu Evropske komisije je na države naslovila poziv, da posredujejo po dve imeni kandidatov za komisarski položaj - moškega in žensko, da bi tako lažje sestavili spolno uravnoteženo Komisijo. Kljub pozivu je vlada ostala pri enem kandidatu Tomažu Veselu, na kar se je opozicija odzvala kritično. Konec avgusta se je Vesel predstavil še opozicijski SDS in pristojnemu državnozborskemu odboru, kjer nasprotovanja njegovi kandidaturi ni bilo. Kmalu po obisku Ursule von der Leyen v Sloveniji v začetku septembra je v medijih prišlo do ugibanj, da naj bi predsednica Komisije pozvala k imenovanju ženske kandidatke, kar bi Sloveniji prineslo tudi boljši položaj - resor za širitev Evropske unije. Na špekulacije je vlada odgovorila, da Vesel ostaja edini kandidat. Nekaj dni kasneje, 6. septembra 2024, je Tomaž Vesel sporočil, da se umika kot kandidat, saj naj bi se s von der Leyen razhajala v nekaterih stališčih, Golob pa je odstop sprejel.
9. septembra je vlada za novo komisarsko kandidatko potrdila Marto Kos, nekdanjo veleposlanico ter ustanovno članico stranke Svoboda, ki je konec 2022 iz stranke izstopila. Opozicijski SDS in NSi sta bili kritični do izbire, saj da kandidatka nima dovolj izkušenj, ter opozorili na "ponižujoč odnos predsednice komisije do slovenske vlade". Predsednik parlamentarnega odbora za zunanje zadeve Franc Breznik je tako odlašal pri sklicu seje odbora, saj je zahteval popolno dokumentacijo glede imenovanja nove kandidatke, pa tudi pismo Ursule von der Leyen v zvezi z zavrnitvijo kandidata Vesela. Ker postopek ni bil pravočasno končan, je predsednica komisije predstavitev komisije prestavila na z 11. na 17. september. Koalicijske poslanske skupine so nato vložile zahtevo za sklic seje, da bi odbor pravočasno obravnaval kandidaturo Marte Kos, a je Breznik vztrajal pri zahtevi za pojasnila o razlogih za zamenjavo. Seja odbora zato do 17. septembra, ko je Von der Leyen predstavila ekipo, ni bila sklicana. Na ta dan, ko je Sloveniji dodelila resor širitve EU, je Državnemu zboru tudi posredovala zahtevano pismo, zato je Breznik za 18. september sklical sejo odbora. Na zaslišanju, ki je trajalo več kot 4 ure, je prestala z devetimi glasovi za in petimi proti, zato je vlada njeno kandidaturo naslednjega dne tudi uradno poslala v Bruselj.

### 2025
20. januarja 2025 se je v Jami Preloge Premogovnika Velenje zgodila tragična nesreča, v kateri so življenje izgubili trije rudarji, ki jih je zasula zemljina. Vlada je zato petek, 24. januarja 2025 razglasila za dan žalovanja.
Ob smrti papeža Frančiška je vlada za 26. april 2025 razglasila dan žalovanja.

#### Dvig obrambnih izdatkov
Državni zbor je 19. junija 2025 sprejel nacionalno resolucijo, s katero bi Slovenija do leta 2030 izdatke za obrambo postopno zvišala na tri odstotke BDP. Voditelji držav članic zveze NATO, tudi premier Robert Golob, so čez nekaj na vrhu 25. junija 2025 sprejeli povišanje izdatkov za obrambo na pet odstotkov nacionalnih BDP. Socialni demokrati in Levica sta nato sporočili, da o izhodiščih za tovrsten dvig obrambnih izdatkov na pet odstotkov nista bili obveščeni, saj da njihovi ministri v vladnem gradivu, ki ga je vlada sicer potrdila, te vsebine niso zaznali. Gradivo je nosilo oznako interno, kar pomeni, da so bili ministri o tem posebej obveščeni, stranki pa naj tudi ne bi načeli razprave o tem oz. so nekateri njuni ministri sejo pred to točko dnevnega reda zapustili. Stranki sta dvigu na pet odstotkov nasprotovali, pri čemer se Levica zavzema tudi za izstop iz zveze NATO. Golob je Levici in SD sporočil, da je varnost zaveza vlade, nato pa je sklical tudi vrh koalicije, v kateri so se odnosi nekoliko ohladili. Predsednik SD Matjaž Han je sporočil, da jih Golob ne more prepričati v svoja stališča. Na vrhu so se dogovorili, da bo vlada sledila resoluciji, torej trem odstotkom, in da bo vlada vsako leto pregledovala porabo. Enako je nato sporočil premier Robert Golob.
30. junija, na dan vrha koalicije, je pristojni odbor državnega zbora na izredni seji sprejel predlog Levice za razpis posvetovalnega referenduma. Podporo sta napovedali SD in Levica, Svoboda pa ne. 4. julija je državni zbor na seji tudi uradno potrdil razpis referenduma, pri čemer sta poleg SD in Levice glasove med drugim prispevali tudi opozicijski SDS in NSi, predvsem s stališčem, da vlada igra dvojno igro. Svoboda je bila proti. Predsednik SDS Janez Janša je pred tem premierja Roberta Goloba pozval, da na glasovanje o referendumu veže tudi zaupnico, a je Golob to zavrnil. Po izglasovanju referenduma je Gibanje Svoboda napovedalo posvetovalni referendum o članstvu Slovenije v zvezi NATO, saj da je to vprašanje, na katerega morajo dobiti odgovor državljanov. Dogajanje so dodatno zaostrila nekatera obtoževanja med koalicijskimi partnerji, med drugim je Svobodin evropski poslanec in nekdanji minsiter za obrambo Marjan Šarec Levici in SD sporočil, da lahko, če ju obrambni izdatki motijo, zapustita vlado.
Na napoved dveh referendumov se je odzvala tudi predsednica republike Nataša Pirc Musar. Pozvala je, naj si Slovenija ne dela sramote v mednarodni skupnosti in da se naj politika poenoti glede pomembnih vprašanj.

## Javno mnenje o vladi

### Mediana, za POP TV
Agencija Mediana izvaja raziskave za POP TV vsak tretji teden v mesecu, na vzorcu okoli 720 oseb. Vprašanje se glasi Ali podpirate delo vlade?.
| Mesec          | DA   | NE   | Ne vem | Vir     |
| -------------- | ---- | ---- | ------ | ------- |
| Julij 2025     | 34,6 | 54,0 | 11,4   | [ 241 ] |
| Junij 2025     | 32,5 | 56,0 | 11,4   | [ 242 ] |
| Maj 2025       | 31,3 | 54,8 | 13,9   | [ 243 ] |
| April 2025     | 32,3 | 52,3 | 15,4   | [ 244 ] |
| Marec 2025     | 30,8 | 59,2 | 10,0   | [ 245 ] |
| Februar 2025   | 28,4 | 59,0 | 12,6   | [ 246 ] |
| Januar 2025    | 29,4 | 54,5 | 16,2   | [ 247 ] |
| December 2024  | 32,9 | 51,6 | 15,5   | [ 248 ] |
| November 2024  | 36,3 | 50,2 | 13,5   | [ 249 ] |
| Oktober 2024   | 26,3 | 58,3 | 15,4   | [ 250 ] |
| September 2024 | 31,9 | 52,1 | 16,0   | [ 251 ] |
| Avgust 2024    | 36,2 | 46,6 | 17,2   | [ 252 ] |
| Julij 2024     | 36,2 | 51,6 | 12,2   | [ 253 ] |
| Junij 2024     | 34,4 | 47,8 | 17,8   | [ 254 ] |
| Maj 2024       | 32,8 | 53,4 | 13,8   | [ 255 ] |
| April 2024     | 35,3 | 52,0 | 12,7   | [ 256 ] |
| Marec 2024     | 30,7 | 53,3 | 16,0   | [ 257 ] |
| Februar 2024   | 30,4 | 55,1 | 14,5   | [ 258 ] |
| Januar 2024    | 30,8 | 54,8 | 14,5   | [ 259 ] |
| December 2023  | 34,9 | 51,4 | 13,7   | [ 260 ] |
| November 2023  | 28,4 | 55,4 | 16,2   | [ 261 ] |
| Oktober 2023   | 40,4 | 46,9 | 12,7   | [ 262 ] |
| September 2023 | 44,9 | 38,9 | 16,2   | [ 263 ] |
| Avgust 2023    | 51,7 | 34,8 | 13,5   | [ 264 ] |
| Julij 2023     | 44,1 | 41,6 | 14,3   | [ 265 ] |
| Junij 2023     | 43,1 | 46,7 | 10,2   | [ 266 ] |
| Maj 2023       | 46,4 | 40,7 | 12,9   | [ 267 ] |
| April 2023     | 45,5 | 41,9 | 12,6   | [ 268 ] |
| Marec 2023     | 41,5 | 42,4 | 16,0   | [ 269 ] |
| Februar 2023   | 46,0 | 40,6 | 13,4   | [ 270 ] |
| Januar 2023    | 50,6 | 35,5 | 13,9   | [ 271 ] |
| December 2022  | 53,3 | 35,2 | 11,4   | [ 272 ] |
| November 2022  | 59,2 | 29,0 | 11,8   | [ 273 ] |
| Oktober 2022   | 53,1 | 32,2 | 14,7   | [ 274 ] |
| September 2022 | 58,9 | 28,8 | 12,3   | [ 275 ] |
| Avgust 2022    | 58,4 | 26,7 | 14,9   | [ 276 ] |
| Julij 2022     | 51,4 | 33,5 | 15,1   | [ 277 ] |
| Junij 2022     | 53,1 | 31,6 | 15,4   | [ 278 ] |

## Vrhi koalicije na Brdu pri Kranju

### Prvo srečanje (november 2022)
Poslanci in ministri vladnih strank so se na prvem koalicijskem vrhu sestali 9. novembra 2022. Poudarili so, da so trdni in enotni partnerji. Na srečanju so se seznanili z opravljenim delom, s poudarkom na ukrepih, vezanih na energetsko draginjo. Predsedniki strank so javnosti zagotovili, da so sposobni delovati kot ekipa in bodo tako delovali tudi v prihodnje.

### Drugo srečanje (januar 2023)
Drugo srečanje koalicije se je odvilo 18. januarja 2023. Tokrat je bila glavna tema razprave zgolj zdravstvena reforma, ostalih petih pa po besedah premierja niso obravnavali, ker bo zdravstvena obsežnejša. Zagotovili so pripravo časovnice sprejemanje nove zakonodaje, ter sprejetje aneksa h koalicijski pogodbi v šestih tednih. Dodali so, da v novi reformi ostaja dopolnilno zdravstveno zavarovanje, Golob je napovedal celovito digitalizacijo zdravstvene blagajne, poleg naštetega pa so poudarili so še, da bodo z bojem proti korupciji v zdravstvu uspešni.

### Tretje srečanje (februar 2023)
Tretji vrh koalicije je v ospredje postavil reformo plač v javnem sektorju in novo stanovanjsko politiko. Udeleženci so se na Brdu pri Kranju, dne 1. februarja, med drugim dogovorili, da bo prioriteta ureditev spodnjega dela plačne lestvice. Vsi partnerji so ocenili razpravo za zelo poglobljeno in konstruktivno. Koalicija je postavila določena izhodišča: da ne bo več plač pod minimalno, da bodo plačna razmerja omejena na 1 proti 7 in da država ne bo več posegala v plačni sistem, ta naj bi se razdelil na nove stebre. Plačno reformo so ocenili kot izhodišče za naslednje reforme.

### Četrto srečanje (marec 2023)
Reforma davčnega in šolskega sistema pa sta bila poglavitni temi četrtega vrha koalicije, ta je potekal 14. marca 2023. Spregovorili so o možnosti obdavčitve premoženja, ki bi se osredotočala predvsem na nepremičnine. Predstavili so tudi idejo o poenostavljenem sistemu brez olajšav, na primer regresa ali prevoza na delo, torej o razbremenitvi plač. Podpredsednica vlade Fajon je napovedala, da bodo s strokovno javnostjo in civilno družbo skušali vzpostaviti čim širši dialog in dogovor. Reforma naj bi zagotovila predvsem pravičnejši sistem davkov.

### Peto srečanje (september 2024)
Vlada se je 12. septembra 2024 skupaj s poslanci koalicijskih strank srečala na petem vrhu koalicije na Brdu pri Kranju. Namen srečanja je bil pregled sprejetih ukrepov in uresničevanja koalicijske pogodbe ter načrt dela za drugo polovico mandata. Vodja poslanske skupine Svoboda Borut Sajovic je ocenil, da je bila do tedaj realizirana četrtina koalicijske pogodbe. Kot ključni prioriteti so zbrani zastavili boj za demokracijo in pravno državo ter javno zdravstvo. Trije predsedniki vladnih strank so v izjavi za javnost pohvalili gospodarsko sliko države in odnose v koaliciji ter poudarili zadovoljstvo z dosežki vlade.

## Vidnejše odločitve vlade

### Kadrovske menjave
| Služba                    | Položaj                     | Ime                                    | Predhodnik           |
| ------------------------- | --------------------------- | -------------------------------------- | -------------------- |
| Vlada Republike Slovenije | Generalna sekretarka vlade  | Barbara Kolenko Helbl                  | Janja Garvas Hočevar |
| Policija                  | Generalni direktor policije | Boštjan Lindav Senad Jušić             | Anton Olaj           |
| UKOM                      | Direktor (v.d.)             | Dragan Barbutovski Petra Bezjak Cirman | Uroš Urbanija        |
| SOVA                      | Direktor (v.d.)             | Joško Kadivnik                         | Janez Stušek         |
| FURS                      | Generalni direktor          | Peter Grum                             | Ivan Simič           |
| Slovenska vojska          | Poveljnik sil SV            | Roman Urbanič                          | Miha Škerbinc        |
| NPU                       | Direktor (v.d.)             | Boštjan Mlačnik                        | Petra Grah Lazar     |
| NIJZ                      | Direktor (v.d.)             | Branko Gabrovec                        | Milan Krek           |

### Reorganizacija vlade
Potem ko so bili v Uradnem listu objavljeni uradni rezultati trojnega referenduma v nedeljo, 27. novembra 2022, so trije zakoni stopili v veljavo. Med njimi Zakon o spremembah in dopolnitvah Zakona o vladi. S spremembo Zakona o vladi se število ministrstev nekoliko razširi. Iz trenutne ureditve, 14 ministrstev in 3 uradi/službe vlade, ki jih vodijo ministri brez resorja, se vladna ekipa razširi na 19 ministrstev in 1 urad vlade. Nova ministrstva so: Ministrstvo za okolje, podnebje in energijo; Ministrstvo za solidarno prihodnost; ter Ministrstvo za visoko šolstvo, znanost in inovacije.
Od prejšnjega Ministrstva za okolje in prostor se odvajajo delovna področja varovanja okolja ter upravnih postopkov na področju okolja; preimenuje se v Ministrstvo za naravne vire in prostor. Od Ministrstva za izobraževanje se odcepi področje znanosti in inovacij, ki se prestavi na zgoraj omenjeno Ministrstvo za visoko šolstvo. Obstoječe ministrstvo se preimenuje v Ministrstvo za vzgojo in izobraževanje. Delovno področje športa iz prejšnjega šolskega ministrstva pa se prestavi na Ministrstvo za gospodarstvo, turizem in šport.
Ministrstvo za zunanje zadeve se preimenuje v Ministrstvo za zunanje in evropske zadeve; Služba vlade za digitalno preobrazbo se preimenuje v Ministrstvo za digitalno preobrazbo. Resor kohezije in razvoja postane del preimenovanega Ministrstva za regionalni razvoj in kohezijo.
Zaradi reorganizacije vladne ekipe je z uveljavitvijo zakona avtomatsko prenehal mandat štirim ministrom: kohezijskemu Aleksandru Jevšku, okoljskemu Urošu Brežanu, ministrici pristojni za digitalno preobrazbo Emiliji Stojmenovi Duh ter ministru za gospodarstvo Matjažu Hanu. Navedeni ministri bodo zopet zaslišani pred matičnim odborom ter nato prisegli v Državnem zboru.
Dva izmed ministrov, Bojan Kumer z infrastrukturnega resorja ter Igor Papič z resorja izobraževanja pa sta zaradi sprememb podala odstopni izjavi. Z izjavama se bo v kratkem seznanil tudi Državni zbor; Kumer bo vodil Ministrstvo za okolje, podnebje in energijo, medtem ko bo Papič postal minister za visoko šolstvo, znanost in inovacije. Novo Ministrstvo za vzgojo in izobraževanje bo vodil zdajšnji sekretar Darjo Felda, nova infrastrukturna ministrica bo Alenka Bratušek. Obeta se še Ministrstvo za solidarno prihodnost, ki pa ga bo vodil Simon Maljevac.
V ponedeljek, 9. januarja 2023 je premier Robert Golob v Državni zbor poslal listo devetih ministrskih kandidatov. Ti so bili zaslišani še isti teden in vsi uspešno prestali zaslišanja. Uradno je nova vladna ekipa prisegla na redni seji v DZ dne 24. januarja 2023.

### Infrastruktura
Regulacija energentov
Ob nastopu Golobove vlade so bila pogonska goriva zaradi draginje še pod regulacijo predhodne vlade, in sicer bencin na 1,56 evra, dizel pa na 1,668 evra na liter. 15. junija 2022 je predsednik vlade Robert Golob predstavil nove ukrepe zoper draginjo na področju energetike. Med ukrepi je napovedal regulacijo marž trgovcev na bencinskih servisih zunaj avtocestnega omrežja in sprostitev marž ter cene ob avtocestah. Z novimi ukrepi se je cena 95-oktanskega bencina zvišala na 1,755 evra, dizelskega goriva pa 1,848 evra.
Začetek veljave ukrepov je Golob napovedal za 21. junij 2022, v vmesnih dneh pa se je pojavilo veliko primanjkovanje goriva na bencinskih servisih. Ponudniki goric so sporočali, da je na servisih goriva zmanjkalo, pojavila pa so se tudi ugibanja, da trgovci goriva ne želijo prodati, saj bi ga lahko po 21. juniju po višji ceni. Potrošniki so namreč sporočali, da so gorivo lahko natočili na točilnih mestih, na katerih je bila oznaka, da je goriva zmanjkalo. Ponudniki so se sklicevali na težave z dobavo, gospodarski minister Matjaž Han pa je odredil inšpekcijski nadzor.
Regulacija navftnih derivatov
Junija 2025 je vlada sprejela URedbo o oblikovanju cen določenih naftnih derivatov, po kateri je lahko država cene standardnih pogonskih goriv NMB-95 (bencin) in dizla ter kurilnega olja regulirala na becinskih servisih tako na avtocestnem omrežju kot izven njega. Prejšnja uredba je namreč postavljanje cen na črpalkah ob avtocestah prepuščala ponudnikom. Ti so se na novo ureditev odzvali z neodobravanjem, Petrol in Mol sta napovedala pregled svojega poslovanja v Sloveniji, Petrol pa se je nato odločil za zaprtje štirih bencinskih servisov, in sicer v Solčavi, Petrini, Črnem vrhu nad Idrijo in Podkorenu. Vlada je Petrolu očitala, da je za talce vzel prebivalce odročnih krajev, Petrol pa vladi, da ta omejuje že tako močno obdavčene ponudnike naftnih derivatov. Prebivalci omenjenih krajev so večkrat organizirali proteste z apeli obema stranjema, ti sta se z njimi tudi nekajkrat sestali. 15. julija je Petrol sporočil, da bo odpravil zaprtje omenjenih bencinskih servisov. 

### Izobraževanje
Dvig plač pomočnicam vzgojiteljev
Sindikat vzgoje in izobraževanja (SVIZ) je zaradi plačnih nesorazmerij napovedal protestni shod pomočnikov in pomočnic vzgojiteljev v vrtcih. Ta naj bi se odvila na soboto, 14. januarja 2023. Povprečni plačni razred pomočnic vzgojiteljev je bil namreč pod minimalno plačo. Predstavniki sindikata so z ministrom za izobraževanje, znanost in šport Igorjem Papičem opravili razgovor, na katerem je obljubil dvig plač za tri do štiri plačne razrede. Do uradnega dogovora je prišlo 9. januarja 2023, zaradi česar je SVIZ protestni shod odpovedal.

### Javna uprava
Reforma plačnega sistema
Od nastopa 15. vlade Republike Slovenije je bila plačna reforma ena osrednjih obljub. Vlada in sindikati javnega sektorja so 25. septembra 2024 dosegli dogovor o novem plačnem sistemu, ki je zadeval okoli 190.000 zaposlenih v javnem sektorju. V veljavo je stopil 1. januarja 2025. Med največjimi novostmi je bila nova določitev plačnih razredov. Pred uvedbo je bilo več najnižjih razredov pod minimalno plačo, z novo ureditvijo pa je 1. plačni razred usklajen z minimalno plačo. Nov sistem ima 67 plačnih razredov, razpon med njimi pa znaša 3 odstotke. Ukinjeno je bilo tudi napredovanje v višji plačni razred na podlagi ocen delovne uspešnosti. Zakon je ob tem vzpostavil pet plačnih stebrov:
1. plačni steber: funkcionarji,
2. plačni steber: javni uslužbenci v državnih organih, samoupravnih lokalnih skupnostih, javnih zavodih gasilcev in javni uslužbenci plačne skupine B v teh uporabnikih proračuna,
3. plačni steber: javni uslužbenci v zdravstvu in socialnem varstvu, javnih zavodih s področja obvezne socialne varnosti in javni uslužbenci plačne skupine B v teh uporabnikih proračuna
4. plačni steber: javni uslužbenci v raziskovalni dejavnosti, izobraževanju in kulturi in javni uslužbenci plačne skupine B v teh uporabnikih proračuna,
5. plačni steber: javni uslužbenci v javnih agencijah, javnih skladih, drugih javnih zavodih, javnih gospodarskih zavodih in javni uslužbenci plačne skupine B v teh uporabnikih proračuna.[301]

### Kultura
Vrnitev Metelkove 6 nevladnim organizacijam
29. junija 2022 se je ministrica za kulturo Asta Vrečko sestala s predstavniki nevladnih organizacij – kulturnih, znanstvenoraziskovalnih in zagovorniških organizacij –, ki so imeli svoje prostore v stavbi na Metelkovi 6. To je ministrstvo pod vodstvom Vaska Simonitija predvidelo obnoviti in v njem urediti dodatne prostore za Prirodoslovni muzej Slovenije, ki se je soočal s prostorsko stisko. Ob tem je ministrstvo pozvalo, da se nevladne organizacije izselijo, kar je naletelo na odpor, ki je privedel do sodnih sporov. Nova ministrica Vrečkova je napovedala, da bo ministrstvo postopke v najkrajšem možnem času ustavilo, v obnovljeno stavbo pa se bodo lahko vrnile nevladne organizacije. Ob tem je dejala, da se zaveda prostorske stiske, ki jo ima prirodoslovni muzej.
Novela Zakona o Radioteleviziji Slovenija
Državni zbor je 14. julija 2022 sprejel novelo Zakona o Radioteleviziji Slovenija. Za je glasovalo 53 poslancev, proti pa jih je bilo 26. Ministrica za kulturo Asta Vrečko je ob dejala: "Predlog zakona celostno obravnava umik politike iz upravljanja in vodenja RTV Slovenija. Novi zakon vrača vso avtonomijo zaposlenim na RTV Slovenija in civilni družbi. Namen novega zakona je spremeniti sedanji način upravljanja tako, da se onemogoči politično podrejanje pri kadrovskih in uredniških odločitvah in vrne RTV javnosti in zaposlenim." Novela predvideva združitev programskega in nadzornega sveta RTV Slovenija v enotno telo, ki bi ga sestavljalo 17 članov, noben pa ne bi bil imenovan s strani državnega zbora. Šest članov bi iz svojih vrst izbrali zaposleni, 11 članov pa bi na podlagi izvedenih javnih pozivov imenovali italijanska in madžarska narodna skupnost, predsednik države, Slovenska akademija znanosti in umetnosti, Nacionalni svet za kulturo, Olimpijski komite Slovenije, informacijski pooblaščenec, Svet za trajnostni razvoj in varstvo okolja, varuh človekovih pravic in Nacionalni svet invalidskih organizacij. Ob enem bi se ustanovilo poslansko telo finančni svet, namesto generalnega direktorja pa bi zavod vodilo štiri člansko vodstvo.
Združitev MNZS in muzeja osamosvojitve
21. oktobra 2022 je ministrstvo za kulturo sporočilo, da začenja s postopkom združitve Muzeja novejše zgodovine Slovenije in Muzeja slovenske osamosvojitve v nov javni zavod oziroma v nov muzej. Muzej osamosvojitve je bil ustanovljen v času 14. vlade Republike Slovenije, prostori pa so mu bili zagotovljeni na Poljanski cesti 40. Kot glavni razlog za združitev muzejev je ministrstvo navedlo, da bo to okrepilo tudi raziskovanje obdobja slovenske osamosvojitve. Ministrica Asta Vrečko je ob tem dejala: "Ustanovitev Muzeja slovenske osamosvojitve je bil ideološki projekt prejšnje vlade. Z združitvijo obeh institucij se zasleduje argument strokovne in muzejske javnosti, da se sodobne in novejše zgodovine ne sme ločevati."
Na odločitev ministrstva se je opozicijska Slovenska demokratska stranka odzvala z zahtevo po sklicu izredne seje državnozborskega odbora za kulturo. Po njihovo je ministrica s tem pokazala podcenjujoč in zavržen odnos do ključnih trenutkov v času nastanka države. Do odločitve ministrice so bili kritični tudi v nekaterih veteranskih organizacijah, protest je izrazilo tudi Združenje za vrednote slovenske osamosvojitve.
19. januarja 2023 je vlada s sklepom ustanovila nov javni zavod Muzej novejše in sodobne zgodovine Slovenije, ki je združil Muzej slovenske osamosvojitve in Muzej novejše zgodovine Slovenije.

### Kmetijstvo

#### Ustanovitev Strateškega sveta za prehrano
Konec decembra 2022 je vlada ustanovila nov Strateški svet za prehrano pod vodstvom Nataše Fidler Mis. Svet razpravlja o nacionalnih prehranskih smernicah, trajnostni pridelavi, nadgradnjah na področju prehranske politike, ukrepih za zmanjšanje količine zavržene hrane in drugih s tem povezanih temah. 10. januarja je bil seznam članov dopolnjen oz. posodobljen. Med drugim ga sestavljajo strokovni direktor NIJZ Ivan Eržen, specialist kardiologije Zlatko Fras, agrarni ekonomist Aleš Kuhar, farmacevt Samo Kreft in drugi.

### Notranje zadeve
Prekrški in globe, izrečene zaradi kršenja covidnih odlokov
Na seji vlade 9. junija 2022 je vlada sprejela dva sklepa: prvi je ta, da se do konca avgusta pripravi analiza pravnih podlag, ki so bile uporabljene v postopkih proti kršiteljem covidnih ukrepov. Drugi sklep pa se nanaša na prenehanje veljavnosti odločitev glede tožb za povrnitev stroškov policiji na neprijavljenih shodih.
Odstranitev ograje na meji s Hrvaško
Na 7. redni seji vlade, 8. julija 2022, so ministri odločili, da bo Slovenija na meji z Republiko Hrvaško odstranila ograjo, ki je bila tam postavljena za nadziranje nelegalnih migracij. Ograja naj ne bi bila učinkovita pri zajezitvi migracij. Za odstranitev so določili Slovensko vojsko, medtem ko bo Policija po odstranitvi zadolžena za varovanje državne meje.
V prvi polovici leta 2023 se je število prestopov državne meje znova povečalo. Policija je zabeležila 36.137 nezakonitih prestopov meje, v enakem obdobju leta 2022 pa 13.601. Na prvi septembrski seji je predsednik vlade Robert Golob prejel poslansko vprašanje iz opozicije, kaj bo vlada storila, da zaščiti lokalno prebivalstvo na južni meji. Golob je ponovil, da ograja na meji ni učinkovita, saj da so bili prestopi številčni tudi v krajih, kjer panelna ograja ali žica še stojita. Golob se je zavzel za skupne patrulje ter reševanje težave na nivoju Evropske unije v izvornih državah migracij. Opozicija je predsedniku vlade očitala, da se ne zaveda realnosti na terenu.
Z odstranjevanje žice na južni meji je Slovenska vojska začela julija leta 2022, odstranjena naj bi bila do konca leta, a se to ni zgodilo. 16. maja 2023 se je začelo še odstranjevanje panelnih ograj, za kar je vlada pogodbo podpisala s podjetjem Minis, ki jo je tudi postavilo. Minister za notranje zadeve Boštjan Poklukar je 16. maja 2023 napovedal, da bo 143 kilometrov panelne ograje in 60 kilometrov žice odstranjenih v letu dni.

### Obramba
Levica, Socialni demokrati ter Lista Marjana Šarca in Stranka Alenke Bratušek, ki sta se kasneje pripojila h Gibanju Svoboda, Marjan Šarec pa je postal tudi obrambni minister, pa so v času tretje Janševe vlade nasprotovale predlogu zakona o investicijah v Slovensko vojsko od 2021 do 2027, težkemu 780 milijonov evrov. Levica se je kot stranka čez svojo zgodovino zavzemala tudi za izstop Slovenije iz zveze NATO in njegovi nadaljnji širitvi, a se je ob podpisu koalicijske pogodbe dejala, da s tem ne bo pogojevala svojega vstopa ali delovanja v vladi, kar pa se v preteklosti že zgodilo. Golobova koalicija se je že pred imenovanjem izrekla proti pogodbi za nakup oklepnikov v vrednosti 343,4 milijona evrov, ki jo jo je predhodni obrambni minister Matej Tonin podpisal nekaj dni pred nastopom Golobove vlade.
Obrambni minister je po srečanju obrambnih ministrov zveze NATO 16. junija 2022 zatrdil, da Slovenija sredstev za obramb ne bo manjšala in da ostaja zvesta zavezi po oblikovanju srednje bojne bataljonske skupine. Robert Golob se je med 28. in 30. junijem 2022 udeležil vrha zveze NATO v Madridu in dejal, da bo vlada v pol leta pripravila načrt o izpolnjevanju Natovih zavez glede izdatkov za obrambo. Z njim bi Slovenija predvidela povišanje izdatkov za vojsko na dva odstotka. Golob je dejal, da bi cilj, ki je bil v prejšnjih vladah določen na leto 2030, poskusili doseči prej. Zveza NATO je minimum dveh odstotkov za obrambo potrdila na vrhu v Vilni, 11. in 12. julija 2023.
Predsednik vlade Robert Golob je junija 2024 napovedal nakup osemkolesnikov finske Patrie. Nakup naj bi po njegovi napovedi potekal neposredno med obrambnima ministrstvoma Slovenije in Finske, kar naj bi omogočilo transparentnost.

#### Resničnostna oddaja Vojak v akciji
31. avgusta 2023 je Ministrstvo za obrambo Republike Slovenije objavilo razpis za dokumentarno realistično serijo Vojak v akciji. Serija z desetimi epizodami bi bila predvajana v jeseni 2024, med tekmovalci pa bi zmagal "najbolj pripravljen, usposobljen, iznajdljiv, trden in discipliniran vojak". Ministrstvo je zapisalo, da želi s projektom spodbuditi zanimanje za vojaški poklic in promovirati zaposlovanje v Slovenski vojski. Na razpis sta prejeli dve ponudbi; prva v vrednosti 777 tisoč evrov in druga v vrednosti 1,9 milijona evrov, obe z vštetim davkom na dodano vrednost. Ker prva ponudba ni imela zadostnih dokazov, je komisija izbrala drugo. Izbrano podjetje akademija Ris je pismo o nameri za vojaški resničnostni šov podpisalo s slovensko televizijsko postajo Pop TV, ki pa dokončne odločitve o predvajanju še ni sprejela.
Mediji so ob tem objavili, da izbrano podjetje nima prihodkov in zaposlenih, račun pa je odprlo mesec dni pred objavo razpisa. Podjetje vodi nekdanji član Enote za specialno delovanje Luka Zorenč. Poslanska skupina opozicijske stranke Nova Slovenija je zahtevala sklic nujne seje državnozborske komisije za nadzor javnih financ. Ta je na Komisijo za preprečevanje korupcije naslovila poziv, da razišče sum korupcije in kršitve integritete. Obrambni minister Matjan Šarec je zavrnil očitke in projekt opravičil s pridobivanjem novih kadrov za vojsko. Opozicija je ministru očitala tudi razsipavanje z denarjem v času sanacije po poplavah. Visokim stroškom projekta je nasprotoval tudi vojaški sindikat, zaradi domnevne korupcije pa se je naproti Šarcu postavila tudi poslanka Gibanja Svoboda Mojca Šetinc Pašek.

### Pravosodje

#### Dodatek k plači sodnikov
10. januarja 2023 je predsednik vlade Robert Golob a občnem zboru Slovenskega sodniškega društva napovedal reformo plačnega sistema sodnikov, do takrat pa obljubil dodatek v vrednosti 600 evrov bruto k plačam sodnikov. Pripadal bi funkcionarjem sodne oblasti, ki so sodniki, in funkcionarjem državnega tožilstva. Vlada je pripravila predlog zakona o začasnem dodatku pravosodnim funkcionarjem, v zakonodajni postopek pa ga vložila po nujnem postopku. Zakonodajnopravna služba državnega zbora je k predlogu podala mnenje, da bi višina plače z novim dodatkom dela pravosodnih funkcionarjev presegla višino plače najvišje uvrščenih funkcionarjev drugih vej oblasti, med drugim predsednika republike, predsednika državnega zbora, predsednika vlade, ministrov ter predsednika in sodnikov ustavnega sodišča.
2. februarja 2023 je vlada predlog umaknila iz procedure v državnem zboru. Ministrica za pravosodje Dominika Švarc Pipan je pojasnila, da je razlog v opozorilu zakonodajnopravne službe državnega zbora.
Ustavnega sodišča Republike Slovenije je junija 2023 ugotovilo neskladje v plačah sodnikov napram plačam poslancev in zakonodajalcu naložilo ureditev zakonodaje v šestih mesecih. Pravosodno ministrstvo je decembra 2023 pripravilo predlog povišanja plač za tisoč evrov bruto, a je ministrica Dominika Švarc Pipan ocenila, da predlog ne uživa podpore vlade. 4. januarja 2024 je Slovensko sodniško društvo zaradi neuresničitve odločbe ustavnega sodišča ministrico Švarc Pipan in predsednika vlade Roberta Goloba pozvalo k odstopu. Istega dne je odstop z mesta državne sekretarke na ministrstvu za pravosodje podala Valerija Jelen Kosi, ki je v odstopni izjavi zapisala, da je bilo ministrstvu "Izrecno odsvetovano (prepovedano?), da se ukvarja s problematiko sodniških plač, ker je to pristojnost Ministrstva za javno upravo." Sodniško društvo je ob tem napovedalo okrnjeno delo sodnikov med 10. in 24. januarjem 2024.

### Zdravstvo
Spremembe sklepa o ustanovitvi NIJZ
Vlada je dne 7. junija 2022 na dopisni seji spremenila sklep o ustanovitvi NIJZ, s katerim je po novem predvideno, da do imenovanja strokovnega direktorja naloge le-tega opravlja v.d., in ne več generalni direktor NIJZ, ki je trenutno Milan Krek. Krek sicer navaja, da s strani novega ministra Danijela Bešiča Loredana že dlje časa dobiva pritiske glede odstopa s položaja, vendar sodeč po njegovih navedbah, odstopil ne bo.
Milan Krek je 30. junija 2022 odstopil s položaja, kot je navedel, po mesecu neznosnih političnih pritiskov. Svet NIJZ se je z odstopno izjavo seznanil in za v. d. direktorja imenoval Branka Gabrovca.
Strokovna posvetovalna skupina NIJZ
Na novinarski konferenci dne 27. junija 2022 je bila predstavljena nova strokovna posvetovalna skupina NIJZ-ja za Covid-19. Vodil jo bo epidemiolog Mario Fafangel, njegova namestnica bo nekdanja ministrica za zdravje Alenka Trop Skaza, med člani pa so med drugim še antropolog Dan Podjed, matematik Janez Žibert, infektologinja Tatjana Lejko Zupanc, komunikolog Mitja Vrdelja ter imunolog Alojz Ihan. Skupina bo ukrepe tehtala na podlagi treh scenarijev. Fafangel je poudaril, da bo med ukrepi odločal vsak posameznik sam, zdravstveni minister Danijel Bešič Loredan pa še enkrat zagotovil, da obveznega cepljenja ne bo.

#### Novela Zakona o nalezljivih boleznih
Poslanci koalicijskih strank s prvopodpisano Janjo Sluga so v parlamentarno proceduro vložili novelo Zakona o nalezljivih boleznih, s čimer so po njihovih besedah želeli preprečiti samovoljo vlad ob morebitnih epidemijah in odpraviti ugotovljene neustavnosti v takratnem zakonu iz leta 1995. Vsebino novele zakona je pripravila Pravna mreža za varstvo demokracije, ministrstva in poslanske skupine so dodale le manjše korekture. Z novelo se ne predvideva zapiranja šol ali nošnje mask med poukom, prav tako ni predvideno obvezno cepljenje. Ob enem se omejuje pristojnosti vlade in veča pristojnost strokovnih skupin. Novela sicer ohranja večino kazni in glob, jih pa ukinja za tiste, ki v času prepovedi organizirajo javna zbiranja. Vložniki novele so predlagali obravnavo novele zakona po skrajšanem postopku, zaradi česar podpisov pod predlog novele niso prispevali poslanci SD Meira Hot, Bojana Muršič in Damijan Zrim.
Odprava novele Zakona o javnem naročanju
Vlada je odpravila novelo Zakona o javnem naročanju, ki jo je sprejela tretja Janševa vlada in je zahtevala pridobitev referenčne cene nakupa zdravstvene opreme. Po mnenju vlade ureditev namreč ni bila skladna s pravom Evropske unije in da vnaša korupcijska tveganja. Odločitev je naletela na kritiko skupine zdravstvo.si, ki meni, da odprava pomeni korak v smeri korupcije.
Ukinitev dopolnilnega zdravstvenega zavarovanja
11. aprila 2023 je poslanska skupina Gibanja Svoboda v parlamentarno proceduro vložila predlog Zakona o spremembah in dopolnitvah zakona o zdravstvenem varstvu in zdravstvenem zavarovanju (ZZVZZ), s katerim bi se ukinilo dopolnilno zdravstveno zavarovanje in bi se ga preneslo v obvezno zdravstveno zavarovanje. Predsednik vlade Robert Golob je ob tem povedal, da bo nova ureditev preprečila podražitve in zasebne zaslužke iz naslova zdravstvenih zavarovanj. Zavarovanje bi se od 1. septembra 2023 zaračunavalo po enotni ceni 35 evrov. Ob tem so zagotovili, da bo morebitni manko sredstev pri zavarovanju v prehodnem obdobju zagotovila vlada.

### Zunanje zadeve in mednarodna dejavnost

#### Kandidatura za nestalno članico Varnostnega sveta OZN
Glej stran: Kandidatura Slovenije za nestalno članico v Varnostnem svetu OZN (2024–2025)
Golobova vlada je nadaljevala kandidaturo Slovenija za mesto nestalne članice Varnostnega sveta OZN. Zunanja ministrica Tanja Fajon je tozadevno imenovala posebnega odposlanca za kandidaturo Franca Buta. Slovenija je okrepila svojo prisotnost v Afriki, kjer je bila poprej šibko zastopana. Povečala se je tudi prisotnost Slovenije na mednarodnih forumih in panelih. Slovenija je proti koncu kampanje večkrat izrazila pozitivno naravnanost glede števila obljubljenih glasov, a je diplomacija zaradi tajnega glasovanja ostala »previdno optimistična«.
Glasovanje v Generalni skupščini Organizacije združenih narodov je potekalo v torek, 6. junija 2023. Slovenija je na tajnih volitvah v prvem krogu prejela 153 glasov od potrebnih 128, protikandidatka Belorusija pa 38. Predsednik vlade Robert Golob je ob tem dejal, da je izvolitev eden največjih uspehov Slovenije v mednarodni diplomaciji.
Vlada se je julija 2023 odločila, da bo ustanovila posebno misijo za članstvo v Slovenije v Varnostnem svetu, kljub temu, da v New Yorku že deluje Stalno predstavništvo Republike Slovenije pri Združenih narodih. Za vodjo posebne misije je bil imenovan Samuel Žbogar, pred tem državni sekretar pri zunanji ministrici Tanji Fajon. V javnosti je bilo tako več vprašanj, zakaj mesta predstavnika v VS ne zasede veleposlanik pri OZN Boštjan Malovrh, kot je najpogostejša praksa v Varnostnem svetu. Predsednica Državnega zbora Republike Slovenije Urška Klakočar Zupančič je Žbogarja ocenila kot primernega kandidata, a se je spraševala, zakaj se predsednik vlade Robert Golob o odločitvi ni posvetoval s parlamentom. Na postopek imenovanja Samuela Žbogarja se je odzvala tudi predsednica republike Nataša Pirc Musar, ki je odločitev označila kot "najmanj nenavadno". Zunanja ministrica Tanja Fajon se je ob tem odzvala, da je zgodba zanjo zaključena, Žbogar pa, da so za članstvo v Varnostnem svetu potrebni najboljši diplomati.

#### Mednarodna izmenjava zapornikov
1. avgusta 2024 je stekla izmenjava zapornikov iz Združenih držav Amerike, Nemčije in Slovenije z Rusko feseracijo in Belorusijo. V tej največji izmenjavi med Zahodom in Rusijo po koncu hladne vojne je Slovenija sodelovala z izročitvijo dveh, decembra 2022 v Ljubljani ujetih ruskih vohunov, Ane Valerevne Dulceve in njenega moža Artema Viktoroviča Dulceva. Na dan izročitve sta pred slovenskimi sodišči priznala krivdo in bila obsojena vohunjenja, v Rusijo pa sta bila preko letališča v Ankari, kjer je potekala izmenjava, poletela skupaj s svojima otrokoma.

Dogovori za izmenjavo so potekali v tajnosti, na to temo se je predsednik vlade Robert Golob pogovarjal tudi s predsednikom Združenih držav Amerike Joejem Bidnom in podpredsednico Kamalo Harris. Kot je ob tem pojasnil Golob, so želeli v izmenjavo vključiti tudi zaprtega vodjo ruske opozicije Alekseja Navalnega, a je ta na dan začetka pogovorov umrl. Pogajanja so po navedbah državnega sekretarja v kabinetu predsednika vlade Vojka Volka trajala eno leto. Sodelovanje Slovenije v projektu sta pohvalila ameriški predsednik Biden in nemški kancler Olaf Scholz.
- Prihod zapornikov iz Zahoda v Rusijo
- Trojica izpuščenih ruskih ujetnikov z vladnimi uradniki med letom v ZDA

### Ostalo

#### Ukinitev urada vlade za demografijo
Na seji dne 14. julija 2022 je vlada izdala odlok o ukinitvi Urada za demografijo. Kor razlog so navedli prekrivanje delovnega področja z Ministrstvom za delo, s tem so pristojnosti urada prenesli na to ministrstvo. Zadnji delovni dan urada je bil 11. avgust.

#### Pogreb z vojaškimi častmi Janezu Zemljariču
5. januarja 2023 je vlada na redni seji sprejela sklep, da se preminulemu Janezu Zemljariču organizira pogreb z vojaškimi častmi. Predlog za to je vladi poslal Marjan Šiftar skupaj z drugimi pobudniki, članicami in člani Izvršnega sveta Socialistične republike Slovenije v obdobju med leti 1980 in 1984, ki mu je takrat predsedoval Zemljarič. Odločitev vlade je vzbudila tudi neodobravanje; Zbor za republiko jo je v svoji izjavi označil za sramotno in da je Zemljarič kot notranji minister in šef Udbe (Službe državne varnosti) "Izkazoval tudi izrazito nedemokratičen odnos do nasprotnikov totalitarizma. Bil je (so)nosilec preteklega režima in (so)kriv za vohunjenje, preganjanje in trpljenje številnih Slovencev, ki niso soglašali s komunističnim totalitarizmom. Njihova življenja mu niso veliko pomenila. Še deset let po demokratizaciji in osamosvojitvi Slovenije je s pestmi tolkel po mizi in kričal: »Janšo je treba ubiti, ubiti, ubiti!«" Vlada Republike Slovenije je tako po njihovem mnenju izkazala privrženost nekdanjemu totalitarnemu režimu.

#### 14. avgust - dan solidarnosti
Po katastrofalnih poplavah, ki so prizadele Slovenijo v začetku avgusta 2023, je vlada ponedeljek, 14. avgust 2023, določila za dela prost dan in dan solidarnosti. Namen dneva je pomagati na različne načine ljudem ter poplavljenim območjem. Izjema so bile trgovine ter upravne enote, ki so bile lahko odprte. Poleg tega je poveljnik Civilne zaščite Srečko Šestan odredil delo zaposlenim pri upravljavcih kritične infrastrukture, zaposlenim v javnih zdravstvenih zavodih in pri koncesionarjih, v centrih za socialno delo, na področju veterine ter v zavarovalnicah.

## Seznami obiskov
- Seznam obiskov predsednika vlade Roberta Goloba
- Seznam obiskov ministrice za zunanje zadeve Tanje Fajon